# Kreis Herford
Der Kreis Herford (1911–1969 Landkreis Herford) ist ein Landkreis in der Region Ostwestfalen-Lippe im Nordosten Nordrhein-Westfalens. Die Kreisstadt ist Herford.
Der Kreis Herford liegt größtenteils im Ravensberger Hügelland und gehört zu den dichtestbesiedelten (Land-)Kreisen Deutschlands. Durch ihn verlaufen die internationalen Hauptverkehrswege von Berlin/Hannover in Richtung Rhein/Ruhr und Niederlande. Mit seinem verstädterten Kernraum entlang dieser Achsen ist der Kreis Teil des ostwestfälischen Verdichtungsraumes Gütersloh–Bielefeld–Herford–Minden. Es besteht eine starke industrielle Prägung mit breiter Spartenfächerung, wobei Möbelindustrie und Textilindustrie herausragen.
1816 innerhalb der preußischen Provinz Westfalen gebildet, hat der Kreis seit 1832, von der zeitweiligen Auskreisung Herfords abgesehen, nahezu unveränderte Grenzen. Seit 1969 gliedert er sich in sechs Städte und drei Gemeinden. Der Kreis Herford hat sich den Beinamen „Wittekindsland“ gegeben.

## Geografie

### Lage
Der Kreis Herford liegt im Nordosten von Nordrhein-Westfalen, im Norden Ostwestfalen-Lippes bzw. des Regierungsbezirks Detmold. Seine maximale Ausdehnung beläuft sich in Ost-West-Richtung auf 35 km und in Nord-Süd-Richtung auf 23 km. Die Kreisfläche beträgt rund 450 km². Die nächstgelegenen Großstädte außer Bielefeld sind Osnabrück (30 km westlich der Kreisgrenzen gelegen) und Paderborn (60 km südlich).

### Nachbarkreise
Der Kreis grenzt, im Norden beginnend im Uhrzeigersinn, an die Kreise Minden-Lübbecke und Lippe, an die kreisfreie Stadt Bielefeld und an den Kreis Gütersloh (alle in Nordrhein-Westfalen) sowie an den Landkreis Osnabrück (in Niedersachsen).

### Kreisgliederung
Der Kreis Herford mit seinen rund 250.000 Einwohnern setzt sich aus folgenden sechs Städten und weiteren drei Gemeinden zusammen
| Name         | Einwohner | Fläche     | Einw./km² | Status                         | AGS        |
| ------------ | --------- | ---------- | --------- | ------------------------------ | ---------- |
| Bünde        | 046.615   | 059.30 km² | 786       | mittlere kreisangehörige Stadt | 05 758 004 |
| Enger        | 020.674   | 041.24 km² | 501       | kreisangehörige Stadt          | 05 758 008 |
| Herford      | 067.409   | 079.15 km² | 852       | große kreisangehörige Stadt    | 05 758 012 |
| Hiddenhausen | 019.517   | 023.87 km² | 818       | kreisangehörige Gemeinde       | 05 758 016 |
| Kirchlengern | 016.463   | 033.78 km² | 487       | kreisangehörige Gemeinde       | 05 758 020 |
| Löhne        | 040.806   | 059.51 km² | 686       | mittlere kreisangehörige Stadt | 05 758 024 |
| Rödinghausen | 00.9984   | 036.27 km² | 275       | kreisangehörige Gemeinde       | 05 758 028 |
| Spenge       | 014.629   | 040.35 km² | 363       | kreisangehörige Stadt          | 05 758 032 |
| Vlotho       | 018.496   | 076.93 km² | 240       | kreisangehörige Stadt          | 05 758 036 |
|              | 254.593   | 450.40 km² | 565       | Kreis Herford                  | 05 758     |

(Einwohnerzahlen vom 31. Dezember 2023)
Die beiden Diagramme zeigen die Flächenanteile und die Bevölkerungsanteile der einzelnen Kommunen.
| Hier fehlt eine Grafik, die leider im Moment aus technischen Gründen nicht angezeigt werden kann. Wir arbeiten daran! |  |  | Hier fehlt eine Grafik, die leider im Moment aus technischen Gründen nicht angezeigt werden kann. Wir arbeiten daran! |

Die Kreisstadt Herford ist eine große kreisangehörige Stadt; Bünde und Löhne gelten als mittlere kreisangehörige Städte. Mit Hiddenhausen bilden diese Städte eine Agglomeration, wobei Hiddenhausen und Herford die höchste Bevölkerungsdichte aufweisen. Die abseits der großen Verkehrsachsen liegenden Randgebiete des Kreisgebietes (Rödinghausen, Vlotho und Spenge) sind weniger von dieser zunehmenden Verstädterung betroffen.

### Naturraum

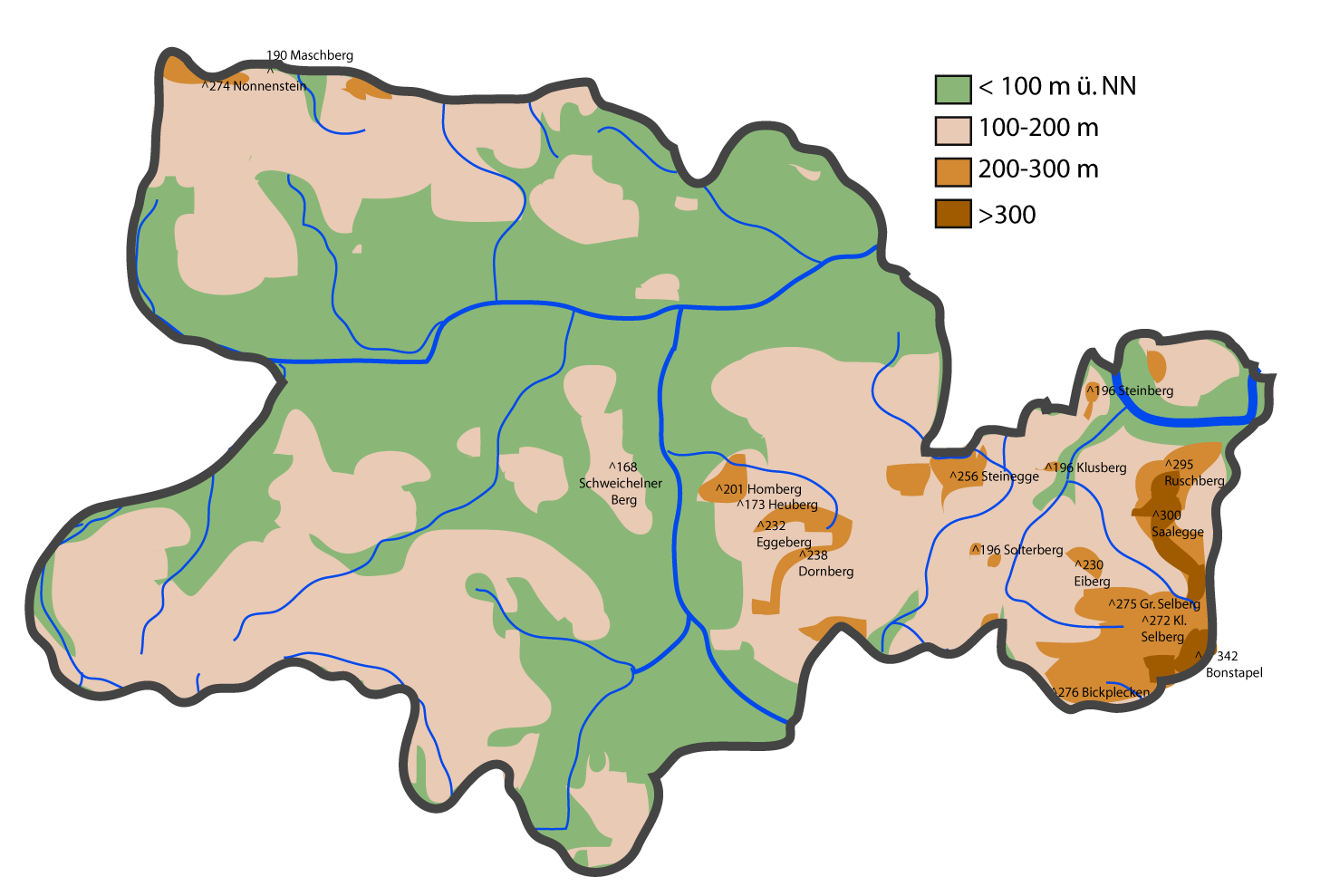
Hohenschichten

Das Kreisgebiet wird naturräumlich grob begrenzt durch das Wiehengebirge im Norden, im Süden durch die Ausläufer des Teutoburger Waldes und im Osten durch das Wesertal und die Lipper Berge. Im Westen gibt es außer der Warmenau in Verbindung mit dem Kilverbach keine merkliche naturräumliche Grenze; die Grenze des Kreises Herford ist hier auch die Grenze zum Bundesland Niedersachsen und folgt dem historischen Grenzverlauf zwischen der preußischen Provinz Westfalens und den Gebieten des Königreich Hannovers im 19. Jahrhundert.
Das Kreisgebiet zählt damit vollständig zum Weserbergland und bildet den Kernraum der Ravensberger Mulde (auch Ravensberger Hügelland) bzw. der Ravensberger Landes. Lediglich Vlotho liegt größtenteils nicht im Ravensberger Hügelland, sondern zählt mehrheitlich zum Lipper Bergland. Die Ravensberger Mulde ist ein leichtwelliges, zwischen 50 m ü. NN und 140 m ü. NN liegendes Hügelland, das von den umliegenden, bis über 300 m hohen Bergländern markant umrahmt wird. Zahlreiche kleine Täler (sog. Sieke) schneiden oft unvermittelt und tief in das sonst nur schwach kuppierte Land ein. Im äußersten Nordwesten, wo der Kamm des Wiehengebirges die Grenze des Kreises Herford darstellt, erreicht der Nonnenstein eine Höhe von 274 m ü. NN. Die höchsten Berge finden sich jedoch im Südosten des Kreises, wo die Berge des Lipper Berglandes eine Höhe von über 300 m ü. NN erreichen. Höchster Berg des Kreisgebietes ist der 342 m ü. NN hohe Bonstapel in Vlotho. Die vier nächsthöheren Gipfel Nettelberg (304 m), Saalegge (300), Ruschberg (294) und Bickplecken (276) liegen ebenfalls in Vlotho. Die tiefsten Niederungen mit rund 48 m ü. NN Höhe sind die Werreauen in Löhne und das Wesertal in Vlotho mit 47 m ü. NN.

### Geologie
Geologisch liegen im Ravensberger Hügelland im Wesentlichen Liasplatten mit Lössauflage vor, die durch Zertalung im Pleistozän zum Hügelland umgestaltet wurden. Unter der Lößdecke finden sich teilweise Geschiebelehme. Weitere Hinterlassenschaft der Eiszeiten sind die häufig anzutreffenden Findlinge. Das Elsetal und der Unterlauf der Werre weiter im Osten bilden die tiefliegende, in westöstlicher Richtung verlaufende Urstromtal der Else-Werre-Niederung. Der Osning, der das Gebiet nur in seinen Ausläufern berührt, und das Wiehengebirge entstanden bereits vor Millionen Jahren in der Kreidezeit durch Hebungen und Faltungen der Erdkruste, zusammen mit dem Weserbergland. In den kammartigen Höhenzügen findet man vor allem Sandstein (Osning-Sandstein und Portasandstein), der aus der Kreidezeit bzw. der Jurazeit stammt. Eine Besonderheit stellt der Doberg in Bünde dar, der eine der umfangreichsten Fossilienlagerstätten aus der Zeit des Oligozän nördlich der Alpen ist.

### Klima

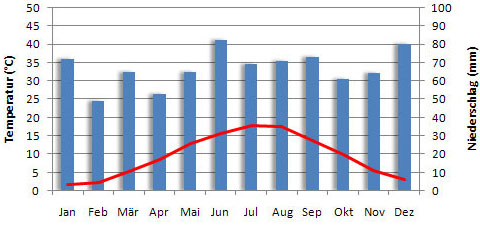
Klimadiagramm für Herford

Das vorherrschende Klima ist das atlantische Seeklima. Das Klima wird durch die Lage im ozeanisch-kontinentalen Übergangsbereich Mitteleuropas bestimmt. Die Winter sind mild und die Sommer mäßig-warm. Die Winde kommen meist aus West oder Südwest und bringen gleichmäßige Niederschläge, die im Sommer etwas höher ausfallen. Zu ausgeprägtem Steigungsregen, wie z. B. an der Luvseite des Teutoburger Waldes, kommt es durch die eingefasste Lage zwischen Osning, Wiehengebirge und Meller Berge jedoch nicht. Im langjährigen Mittel (1961–1990) hatte die Region durchschnittlich 1473 Sonnenstunden pro Jahr (Beobachtungsstation: Herford). Klimadaten im langjährigen Mittel (1971–2000) für die Kreisstadt Herford:
|                        | Jan | Feb | Mär | Apr | Mai  | Jun  | Jul  | Aug  | Sep  | Okt | Nov | Dez |   |     |
| Mittl. Temperatur (°C) | 1,8 | 2,2 | 5,3 | 8,4 | 13,0 | 15,6 | 17,7 | 17,4 | 13,8 | 9,8 | 5,4 | 3,1 | ⌀ | 9,5 |
|                        |     |     |     |     |      |      |      |      |      |     |     |     |   |     |
| Niederschlag (mm)      | 72  | 49  | 65  | 53  | 65   | 82   | 69   | 71   | 73   | 61  | 64  | 80  | Σ | 804 |

|  |

|  |

|  |

|  |

|  |

|  |

|  |

|  |

|  |

|  |

|  |

|  |

|  |

|  |

|  |

|  |

|  |

|  |

|  |

|  |

|  |

|  |

|  |

|  |

Die aufgezeigten Klimadaten für Herford sind exemplarisch für die meisten Städte und Gemeinden im Kreisgebiet, da zumindest Löhne, Bünde, Enger, Hiddenhausen und Kirchlengern in naturräumlich vergleichbarer Lage wie Herford liegen. Für Teile Vlothos und Rödinghausen (→Klima in Rödinghausen) sind aufgrund der relativen Höhenlage bis zu um 0,5 °C reduzierte Monatsdurchschnittstemperaturen anzunehmen.

### Gewässer

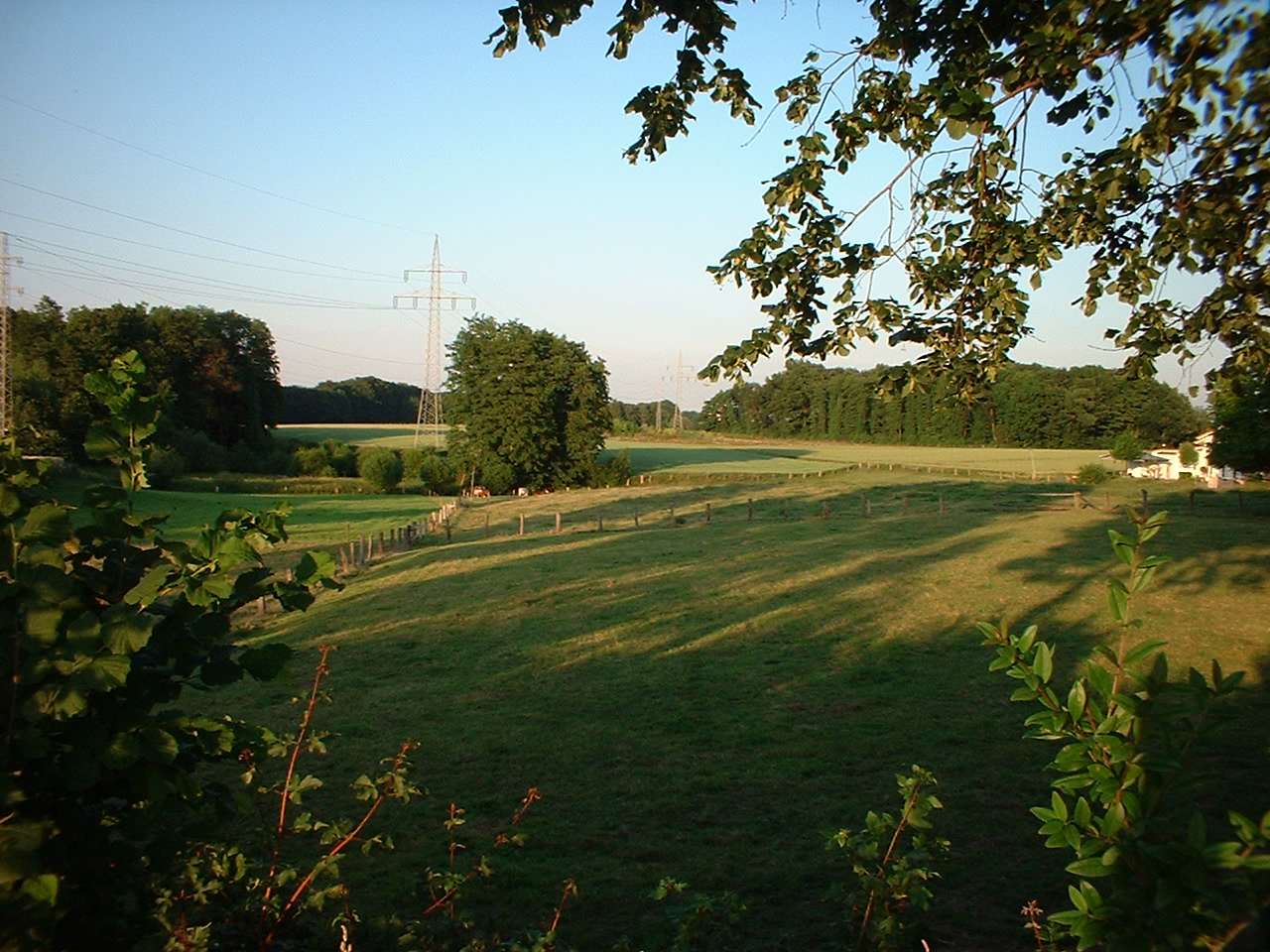
Typische Ravensberger Landschaft mit Siek bei Bünde

Der Kreis Herford ist durch seine Beckenlage zwischen Wiehengebirge und Osning ein sehr wasserreiches Gebiet. Die wichtigsten Flüsse neben der Weser sind die Werre, die Else und Aa. Die Aa fließt in Herford in die Werre, die das Kreisgebiet vom Teutoburger Wald kommend zunächst von Süd nach Nord durchfließt und sich bei Kirchlengern mit der von Westen nach Osten fließenden Else vereinigt. Die Werre fließt dann von West nach Ost weiter um (bereits jenseits der Kreisgrenze) in die Weser zu entwässern. Nur wenige Bäche an den Grenzen des Kreises entwässern nicht über das Einzugsgebiet von Else und Werre, sondern beispielsweise über die Große Aue oder die Hunte im Gebiet von Rödinghausen. Letztlich entwässern aber auch diese Gewässer in die Weser. Im Südosten des Kreises entwässern einige Bäche auch direkt in die Weser, die seit einer Gebietsreform 1973 den Kreis nicht mehr nur streift, sondern auf einem kurzen Stück auch durchfließt. Die Weser ist zugleich auch der größte Fluss des Kreises und einzige Wasserstraße. Größter See mit einer Wasserfläche von rund zwölf Hektar ist das Hücker Moor in Spenge.

### Flächennutzung

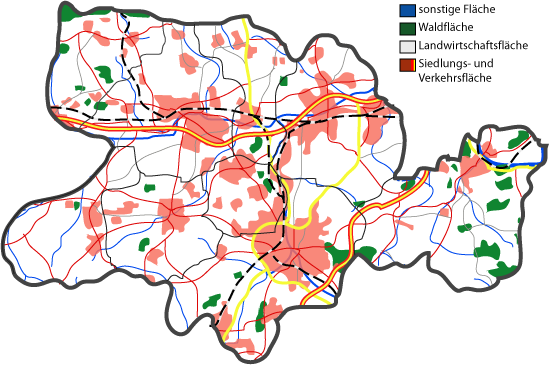
Flächennutzung

Durch die fruchtbaren Lössböden gehört das Gebiet zum Altsiedelland, wurde bereits früh landwirtschaftlich genutzt und entwickelte sich zu einer sehr waldarmen, kleinräumigen Kulturlandschaft mit einem Waldanteil von nur 8,5 Prozent (2010). Hauptsächlich wird Getreide und Mais, zunehmend auch Raps kultiviert. Die vorherrschende natürliche Waldgesellschaft ist die des Eichen-Hainbuchenwaldes.
Durch die Lage an wichtigen Verkehrsverbindungen und die einsetzende Industrialisierung entwickelte sich der Kreis zu einer stark zersiedelten Agglomeration von Städten, die immer weiter zusammenwachsen. Dieses Städteband erstreckt sich über den Kreis hinaus und umfasst Städte wie Bielefeld, Bad Salzuflen und Minden. Der Kreis ist einer der dichtestbesiedelten und waldärmsten (Land-)Kreise Deutschlands. Fast 30 Prozent der Fläche sind Verkehrs- oder Siedlungsfläche. Gleichwohl (und nicht zuletzt aufgrund des geringen Waldflächenanteils) bestehen rund 57 ̥Prozent (2010: ca. 60 Prozent) der Fläche des Kreises aus landwirtschaftlichen Flächen, so dass der Kreis, trotz der hohen Bevölkerungsdichte, in weiten Bereichen sein ländliches Antlitz bewahren konnte. Die genaue Flächenverteilung ist im Folgenden zusammengefasst:
| Fläche nach Nutzungsart    | Fläche in ha | Anteil an Gesamtfläche |
| -------------------------- | ------------ | ---------------------- |
| Siedlung und Verkehr       | 14.282       | 031,7 %                |
| Landwirtschaft             | 25.566       | 056,8 %                |
| Wald, Gehölz               | 04.610       | 010,2 %                |
| Gewässer                   | 00.473       | 001,1 %                |
| Moor, Heide, Sumpf, Unland | 00.109       | 000,2 %                |
| total                      | 45.040       | 100,0 %                |

## Geschichte

### Siedlungsgeschichte

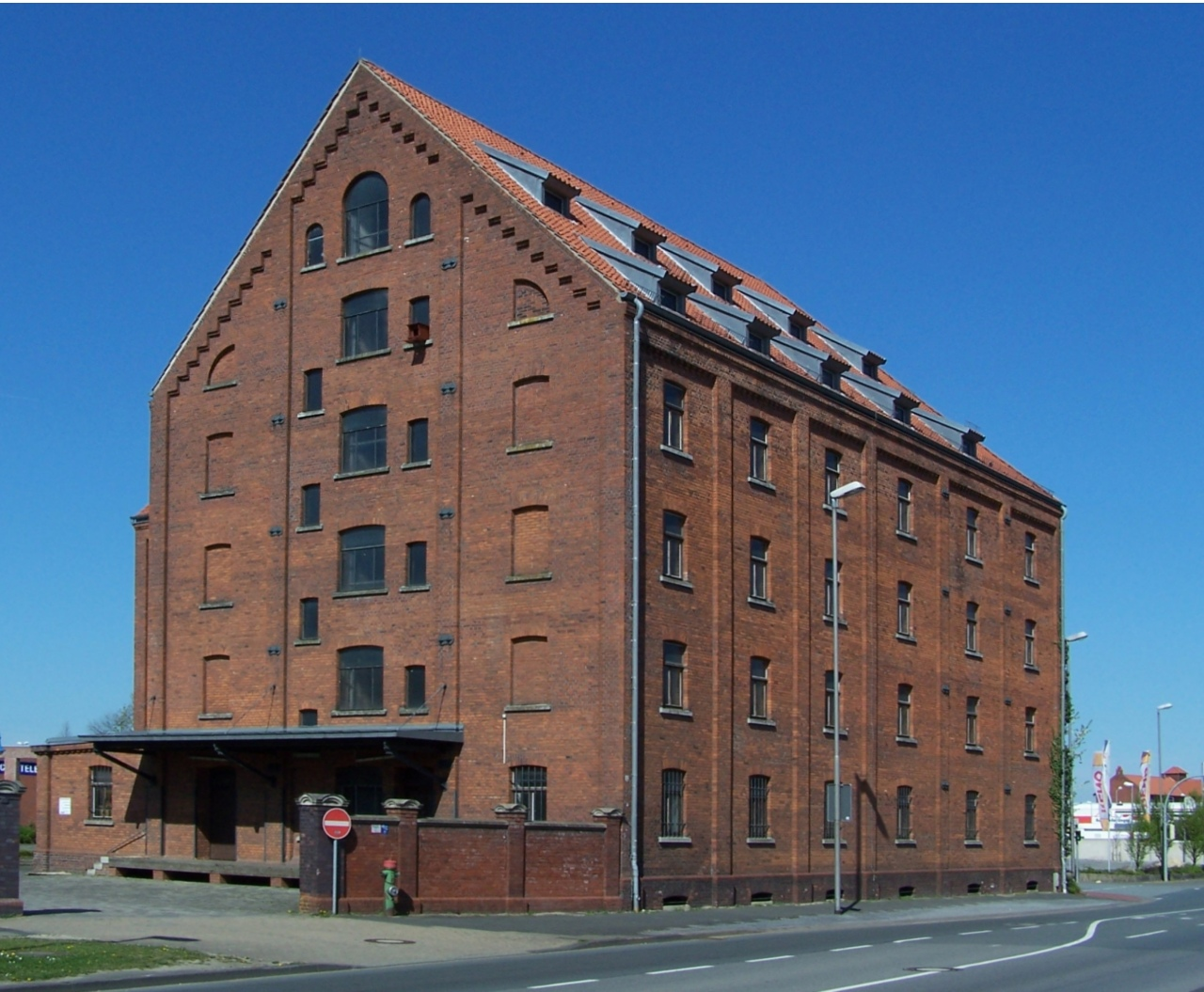
Tabakspeicher in Bünde

Funde lassen darauf schließen, dass das Gebiet, obgleich nicht kontinuierlich, bereits in der Steinzeit und in vorrömischer Zeit besiedelt war. Römische Geschichtsschreiber berichten von einer Besiedelung um die Zeitenwende durch die Cherusker, die in der Varusschlacht die römische Expansion in dieses Gebiet stoppen konnten. Später siedelten auf dem Gebiet mit seinen fruchtbaren Böden die sächsischen Engern, die um 800 unter Widukind durch die Franken unterworfen wurden. Die Macht übten danach vom frühen Mittelalter an vor allem die fränkischen Gaugrafen und das Frauenstift in Herford aus. Die Landbevölkerung lebte als Bauern in Drubbeln inmitten ausgedehnter Marken. Durch das Anerbenrecht und das Heuerlingswesen entwickelten sich nacheinander folgende sozialen Schichten: Erben, Erbkötter, Markkötter und Heuerlinge. Letztere Gruppen waren wirtschaftlich und in unterschiedlicher Ausprägung auch rechtlich von den Altbauern abhängig. Selbst nach der späteren Markenteilung war das Auskommen der armen Bauern so gering, dass sie 15. Jahrhundert mit Flachsanbau und -verarbeitung zu Leinen eine neue Erwerbsmöglichkeit erschlossen und so die Proto-Industrialisierung einleiteten. Im Merkantilismus wurde die Heimarbeit rund um die Leinenverarbeitung von Preußen gefördert, ging jedoch mit dem Aufkommen mechanischer Webstühle nieder, so dass viele notleidende Arbeiter Auswandern mussten. Einen Ausgleich schuf die Tabakindustrie ab etwa 1860, die maßgeblich vom Bünder Fabrikanten Tönnies Wellensiek ausging, von der neuen Köln-Mindener Eisenbahn befeuert wurde und bald die dominierende Branche im Kreis wurde. Nach dem Zweiten Weltkrieg, von dem im Wesentlichen nur die Kreisstadt Herford direkt betroffen wurde, führte der technologische Rückstand der deutschen Tabakindustrie zu ihrem Niedergang und es waren vor allem die (Küchen-)Möbelhersteller, die einen erneuten Ausgleich schaffen konnten.

### Verwaltungsgeschichte

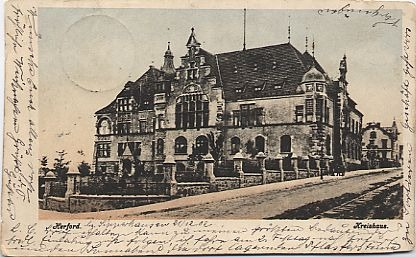
Altes Kreishaus in Herford (Postkarte um 1902)

#### Vorgeschichte
Vor 1816 gehörte der größere Teil des heutigen Kreisgebietes zur Grafschaft Ravensberg (Ämter Limberg, Vlotho und Sparrenberg), der Norden und der Osten jenseits der Weser zum Hochstift bzw. Fürstentum Minden (Ämter Hausberge und Reineberg). Die Stadt Herford unterstand lange dem dortigen Frauenstift und war zwischenzeitlich Freie Reichsstadt. Alle diese Gebiete fielen im 17. Jahrhundert an Brandenburg-Preußen, das 1719 mit Minden-Ravensberg eine übergreifende Verwaltungseinheit schuf. Ausgenommen war davon lediglich die winzige Fürstabtei Herford, die bis 1802 unabhängig blieb. Durch die gemeinsame preußische Verwaltung dieser zwei Territorien verloren die alten Grenzen der Territorien an Bedeutung, obwohl die alten Territorien noch formal bis 1815 Bestand haben sollten.
1806 fiel das Gebiet in den Herrschaftsbereich des napoleonischen Frankreichs. Zwischen 1807 und 1810 war das spätere Kreisgebiet Teil des de facto französischen Königreichs Westphalen (Weser-Departement, größtenteils Distrikt Bielefeld, Uffeln Teil von Distrikt Minden). Der Teil nordwestlich der Aa/Johannisbachs und Werre gehörte zwischen 1811 und 1813 zu Frankreich (Departement Ober-Ems, Distrikt Minden). Der beim Königreich Westphalen verbleibende Rest wurde ganz überwiegend in das Departement der Fulda (weiterhin Distrikt Bielefeld) eingegliedert, nur das Gebiet östlich der Weser (Uffeln) fiel an das Departement der Leine, Distrikt Rinteln. Das Gebiet erhielt in dieser Zeit eine Verwaltung nach französischem Vorbild und gliederte sich unterhalb der Distrikte (Arrondissements) in mehrere Kantone. Nach der Rückeroberung durch Preußen gehörte es ab 1813 bis zur Gründung der preußischen Provinz Westfalen provisorisch zum Zivilgouvernement zwischen Weser und Rhein.

#### 1816–1968

Lage der Kreise Bünde und Herford im Regierungsbezirk Minden 1817–1831

Lage des Kreises bzw. ab 1911 von Land- und Stadtkreis im Regierungsbezirk Minden 1832–1947

Lage von Land- und Stadtkreis im Regierungsbezirk Detmold 1947–1968

Lage 1968 kurz vor der Zusammenlegung des Stadt- und Landkreises

1816 wurde der Kreis Herford im Regierungsbezirk Minden der preußischen Provinz Westfalen gegründet. Sein Gebiet entsprach zunächst nur dem der heutigen Städte Herford, Vlotho und Bad Oeynhausen (Süden und Osten) und des Bielefelder Ortsteils Jöllenbeck. Der Kreis war in die drei Verwaltungsbezirke Herford, Jöllenbeck und Vlotho eingeteilt. Der Zuschnitt des Kreisgebietes sorgte für einige Unzufriedenheit; der damalige Landrat von Borries etwa monierte seine „Form einer langen, krummen Wurst“. 1832 wurde daher dem Kreis der größte Teil des Kreises Bünde zugeschlagen, zugleich ging das Kirchspiel Rehme an den Kreis Minden und das Kirchspiel Jöllenbeck an den Kreis Bielefeld. Damit waren bereits die Grenzen des heutigen Kreises Herford annähernd erreicht. Der Kreis war nach seiner Vergrößerung in die sieben Verwaltungsbezirke Herford-Stadt, Herford-Land, Bünde, Enger, Mennighüffen, Spenge und Vlotho gegliedert, die seinerzeit teilweise auch als Bürgermeisterei oder Kanton bezeichnet wurden.
Im Rahmen der Einführung der Landgemeinde-Ordnung für die Provinz Westfalen wurde der Kreis im Dezember 1843 in die neun Ämter Bünde, Enger, Gohfeld, Herford, Hiddenhausen, Mennighüffen, Rödinghausen, Spenge und Vlotho eingeteilt. Die Stadt Herford blieb amtsfrei. 1859 ging ein kleinerer Teil der Gemeinde Gohfeld an die neu gegründete Stadt Bad Oeynhausen im Kreis Minden. 1911 schied Herford aus dem Kreis aus und wurde kreisfreie Stadt, beherbergte aber weiterhin die Verwaltung des Landkreises.
Seit 1947 gehört der Landkreis zum nordrhein-westfälischen Regierungsbezirk Detmold. Er umfasste bis 1968 neben der amtsfreien Stadt Bünde die acht Ämter Enger, Ennigloh, Herford-Hiddenhausen, Kirchlengern, Löhne, Rödinghausen, Spenge und Vlotho mit insgesamt 57 amtsangehörigen Städten und Gemeinden. Im Folgenden ist die Entwicklung der Ämter bis 1968 dargestellt:
- Amt Enger:  Das Amt Enger bestand von 1843 bis 1968 und umfasste die Stadt Enger sowie die Gemeinden Belke-Steinbeck, Besenkamp, Dreyen, Herringhausen, Oldinghausen, Pödinghausen, Siele und Westerenger. Von 1816 bis 1843 hatte dieses Gebiet den Verwaltungsbezirk Enger gebildet, der wiederum aus dem napoleonischen Kanton Enger hervorgegangen war.

- Amt Ennigloh:  Das Amt Ennigloh existierte von 1902 bis 1968 als Nachfolger des Amtes Bünde und umfasste die Gemeinden Dünne, Spradow, Hunnebrock, Hüffen, Werfen, Südlengern, Ahle, Holsen, Muckum und Ennigloh. Der Gutsbezirk Steinlake wurde 1929 nach Kirchlengern eingemeindet.[11]

- Amt Bünde:  Das Amt Bünde existierte von 1843 bis 1902 und umfasste die Stadt Bünde, die Gemeinden Dünne, Spradow, Hunnebrock, Hüffen, Werfen, Südlengern, Ahle, Holsen, Muckum und Ennigloh sowie den Gutsbezirk Steinlake. Von 1843 bis 1865 wurden die Ämter Bünde und Rödinghausen in Personalunion als Amt Bünde-Rödinghausen verwaltet. 1902 schied die Stadt Bünde aus dem Amt aus, das seitdem Amt Ennigloh hieß.

- Amt Bünde-Rödinghausen:  Die Ämter Bünde und Rödinghausen wurden nach ihrer Gründung zunächst in Personalunion von einem gemeinsamen Amtsmann von Bünde aus verwaltet. Beide Ämter wurden formal 1851 zum Amt Bünde-Rödinghausen vereint und 1865 wieder getrennt.[12][13][14]

- Amt Herford-Hiddenhausen:  Das Amt Herford-Hiddenhausen entstand 1864 aus dem Zusammenschluss der Ämter Herford und Hiddenhausen, die schon seit 1843 in Personalunion verwaltet worden waren.[14] Es umfasste zuletzt die Gemeinden Bustedt, Eilshausen, Hiddenhausen, Lippinghausen, Oetinghausen, Schweicheln-Bermbeck, Sundern, Diebrock, Eickum, Elverdissen, Falkendiek, Laar, Schwarzenmoor und Stedefreund. Der Gutsbezirk Oberbehme wurde 1929 nach Kirchlengern eingemeindet.[11] Am 1. April 1950 wurden Schweicheln und Bermbeck zur Gemeinde Schweicheln-Bermbeck zusammengefasst. Das Amt wurde 1968 aufgelöst und ging in der vergrößerten Gemeinde Hiddenhausen sowie der Stadt Herford auf.

- Amt Herford:  Das 1843 gegründete Amt Herford umfasste die Gemeinden Schweicheln, Bermbeck, Sundern, Diebrock, Eickum, Elverdissen, Falkendiek, Laar, Schwarzenmoor und Stedefreund sowie den Gutsbezirk Oberbehme. Die Stadt Herford blieb amtsfrei und gehörte dem Amt nicht an. Das Amt ging 1864 im Amt Herford-Hiddenhausen auf.[14]

- Amt Hiddenhausen:  Das 1843 gegründete Amt Hiddenhausen umfasste die Gemeinden Bustedt, Eilshausen, Hiddenhausen, Lippinghausen und Oetinghausen. Es ging 1864 im Amt Herford-Hiddenhausen auf.[14] Seine Gemeinden bildeten seit jeher das Kirchspiel Hiddenhausen.

- Amt Kirchlengern:  Das Amt Kirchlengern bestand von 1919 bis 1968 und umfasste die Gemeinden Häver, Kirchlengern, Klosterbauerschaft, Quernheim, Rehmerloh und Stift Quernheim, die alle bis 1919 zum Amt Mennighüffen gehörten. 1929 wurden die Gutsbezirke Oberbehme und Steinlake nach Kirchlengern eingemeindet.[11]

- Amt Löhne:  Das Amt Löhne bestand von 1943 bis 1968 und ging aus der Fusion der Ämter Gohfeld und Mennighüffen hervor, die vorher bereits im gemeinsamen Amt Gohfeld-Mennighüffen verwaltet wurden. Zum Amt Löhne gehörten die fünf Gemeinden Gohfeld, Löhne, Mennighüffen, Obernbeck und Ulenburg.

- Amt Gohfeld:  Das Amt Gohfeld bestand von 1843 bis 1943 und wurde während der gesamten Zeit seines Bestehens in Personalunion mit dem Amt Mennighüffen verwaltet. Es bestand aus den beiden Gemeinden Gohfeld und Löhne. 1859 ging ein etwa 700 Einwohner zählender Teil im Osten Gohfelds an die neu gegründete Stadt Bad Oeynhausen im Kreis Minden. Das Amt ging 1943 im Amt Löhne auf.

- Amt Mennighüffen:  Das Amt Mennighüffen bestand von 1843 bis 1943 und wurde während der gesamten Zeit seines Bestehens gemeinsam mit dem Amt Gohfeld verwaltet. Es umfasste die Gemeinden Mennighüffen, Obernbeck und Ulenburg sowie bis 1919 die Gemeinden Kirchlengern, Häver, Quernheim, Stift Quernheim, Klosterbauerschaft und Rehmerloh. 1919 wurden Kirchlengern, Häver, Quernheim, Stift Quernheim, Klosterbauerschaft und Rehmerloh in das neue Amt Kirchlengern ausgegliedert. Der Gutsbezirk Beck-Ulendorf wurde 1901 in die Gutsbezirke Beck und Ulenburg geteilt, die 1929 zur Gemeinde Ulenburg zusammengefasst wurden.[11] Das Amt Mennighüffen ging 1943 im Amt Löhne auf.

- Amt Gohfeld-Mennighüffen:  Die in Personalunion verwalteten Ämter Gohfeld und Mennighüffen wurden formal 1851 zum Amt Gohfeld-Mennighüffen vereint und 1865 wieder getrennt.[15][16][14] 1943 wurden die beiden Ämter zum Amt Löhne zusammengeschlossen. Von 1816 bis 1843 hatte das Gebiet zum Verwaltungsbezirk Mennighüffen gehört.

- Amt Rödinghausen:  Das Amt Rödinghausen bestand von 1843 bis 1968 und umfasste die fünf Gemeinden Bieren, Ostkilver, Rödinghausen, Schwenningdorf und Westkilver. Es war zeitweise mit dem Amt Bünde zum Amt Bünde-Rödinghausen zusammengeschlossen. Sein Gebiet entsprach dem Kirchspiel Rödinghausen, das in der vor-napoleonischen Zeit zum ravensbergischen Amt Limberg gehört hatte.

- Amt Spenge:  Das Amt Spenge umfasste von 1843 bis 1968 die fünf Gemeinden Bardüttingdorf, Hücker-Aschen, Lenzinghausen, Spenge und Wallenbrück. Sein Gebiet entsprach den beiden alten Kirchspielen Spenge und Wallenbrück

- Amt Vlotho:  Das Amt Vlotho umfasste während der ganzen Zeit seines Bestehens von 1843 bis 1968 die Stadt Vlotho sowie die beiden Gemeinden Exter und Valdorf.[17][18] Sein Vorgänger war der Verwaltungsbezirk Vlotho, zu dem bis 1832 auch Rehme, Dehme und Niederbecksen gehört hatten.

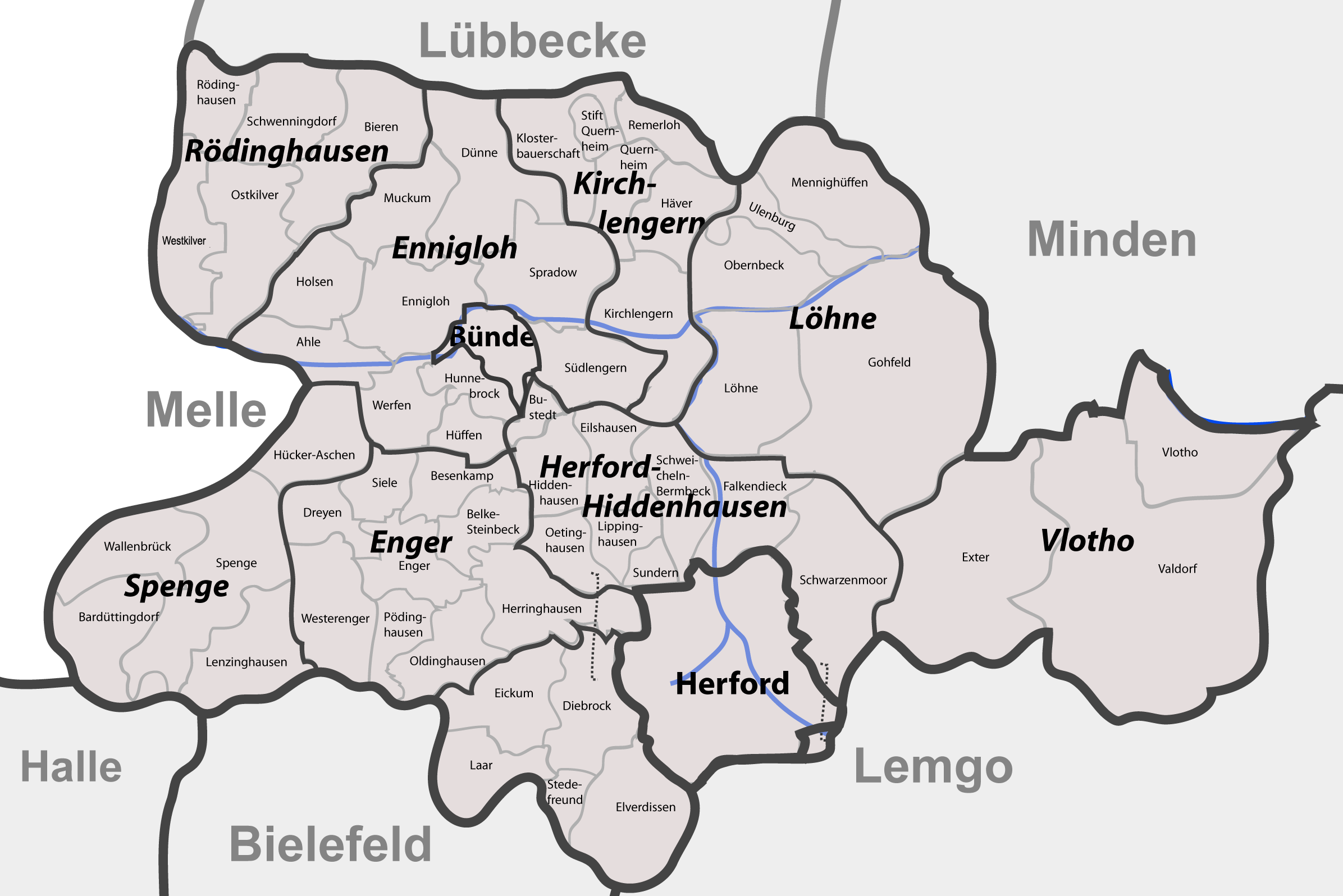
Ämter und Kommunen des Stadt- und Landkreises 1951 bis 1968

Der Landkreis grenzte 1968 im Uhrzeigersinn beginnend im Norden an die Landkreise Lübbecke, Minden, Lemgo, Bielefeld und Halle (Westf.) sowie an den niedersächsischen Landkreis Melle. Der Stadtkreis Herford wurde größtenteils vom Landkreis umschlossen und grenzte im Südosten an den Landkreis Lemgo.

#### Seit 1969

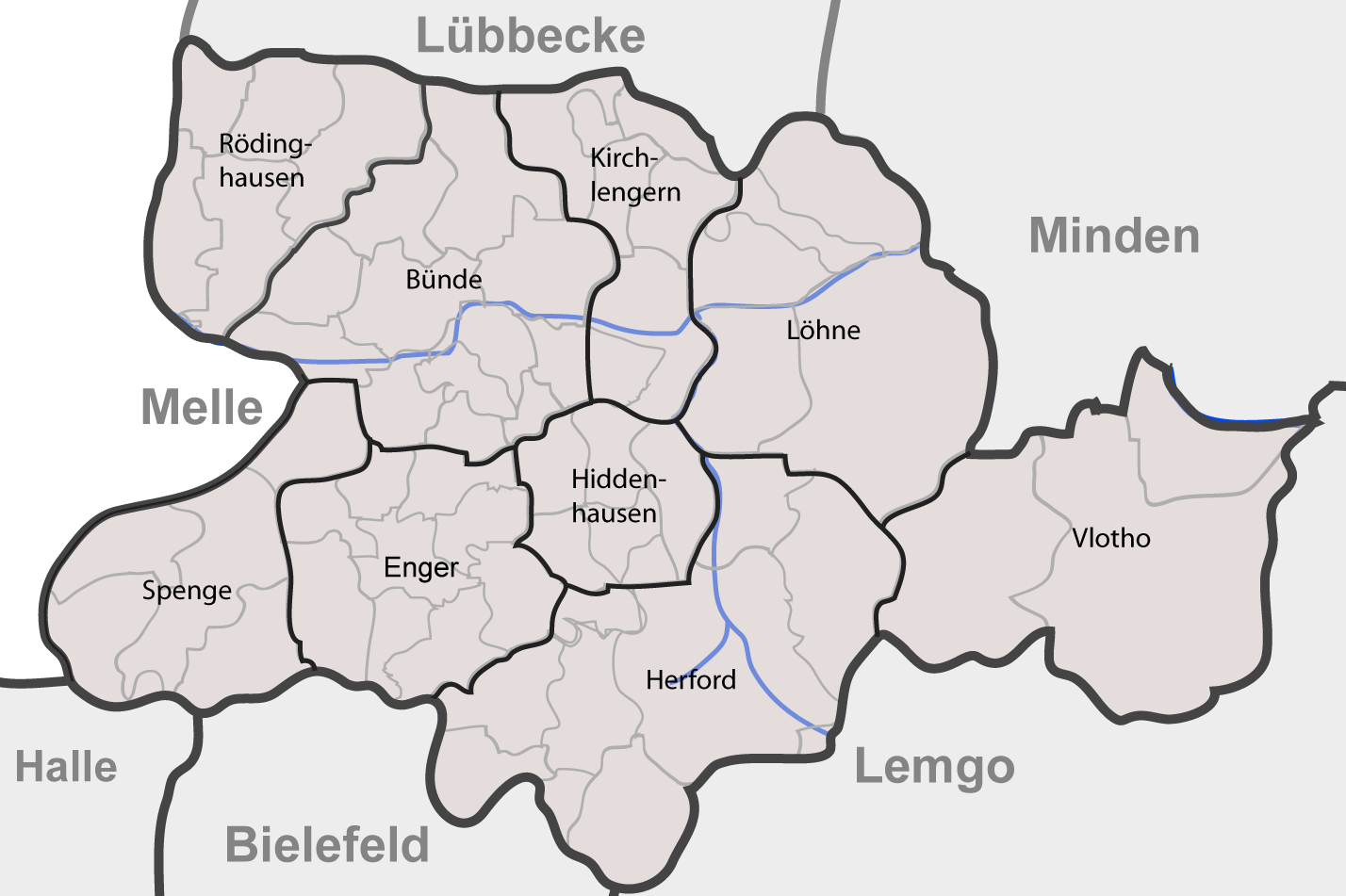
Kommunen des Kreises Herford am 1. Januar 1969

Am 1. Januar 1969 wurden die kreisfreie Stadt und der Landkreis Herford zum neuen Landkreis (ab dem 1. Oktober 1969 Kreis) Herford vereinigt. Das Kreisgebiet wurde zeitgleich in sechs Städte und drei Gemeinden umgegliedert. Oft lehnte sich die Gemeindeeinteilung an die Gliederung der Ämter an. Im Einzelnen wurden die neuen Gemeinden folgendermaßen aus den Ämtern gebildet:
1. Bünde, Stadt, Vereinigung mit dem Amt Ennigloh und Südlengern-Heide (West), dazu Großteil von Bustedt
2. Enger, Stadt in den Grenzen des Amtes ohne Herringhausen-Ost
3. Herford, Stadt, Vereinigung mit Amt Herford-Hiddenhausen ohne Nordwesten, dazu Herringhausen-Ost
4. Hiddenhausen, Gemeinde aus dem nordwestlichen Amt Herford-Hiddenhausen ohne den Großteil von Bustedt
5. Kirchlengern, Gemeinde in den Grenzen des Amtes, dazu Südlengern-Dorf (Ost)
6. Löhne, Stadt in den Grenzen des Amtes
7. Rödinghausen, Gemeinde in den Grenzen des Amtes
8. Spenge, Stadt in den Grenzen des Amtes
9. Vlotho, Stadt in den Grenzen des Amtes

Am 1. Januar 1973 wurde im Zuge der Umsetzung des Bielefeld-Gesetzes die bis dahin zum Kreis Minden gehörende Gemeinde Uffeln der Stadt Vlotho angegliedert und vergrößerte damit den Kreis im äußerten Osten. Der Kreis wies davor eine Fläche von 438,9 km² auf.

### Bevölkerung

#### Bevölkerungsentwicklung seit 1816

Bevölkerungsentwicklung im Kreis Herford

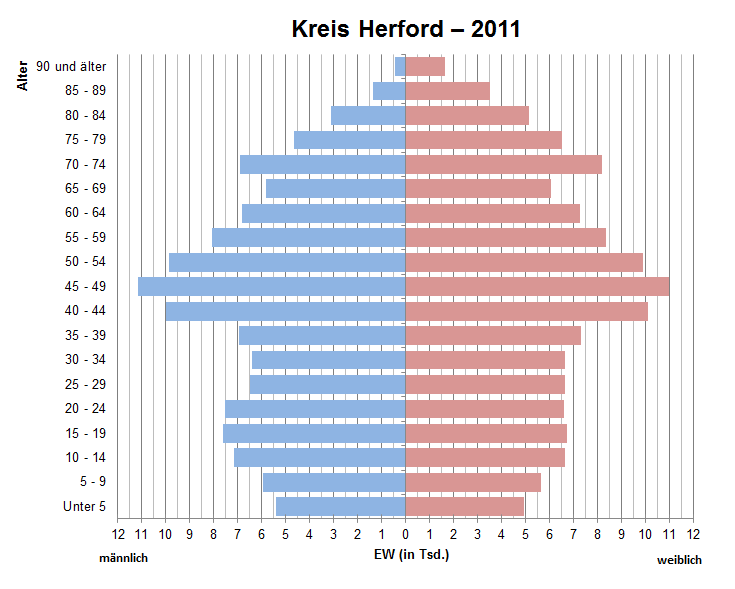
Bevölkerungspyramide für den Kreis Herford (Datenquelle: Zensus 2011)

Die folgende Übersicht zeigt die Einwohnerzahlen des Kreises Herford nach dem jeweiligen Gebietsstand, der von 1832 bis 1968 weitestgehend unverändert blieb. Relevante Änderungen des Gebietsstandes ergaben sich durch die Eingliederung des größten Teils des Kreises Bünde und die Umgliederung der Kirchspiele Rehme (Ortschaften Dehme, Lohe und Rehme) in den Kreis Minden und Jöllenbeck (Ortschaften Niederjöllenbeck und Oberjöllenbeck) in den Kreis Bielefeld zum 1. Januar 1832 sowie 1860 durch die Abgabe eines Teils der Gemeinde Gohfeld an den Kreis Minden zwecks Gründung der Stadt Bad Oeynhausen. Weiterhin hatte die Eingliederung Uffelns (bisher Kreis Minden) in den Kreis zum 1. Januar 1973 Auswirkung auf den Gebietsstand.
Bei den Zahlen handelt es sich bis 1970 und für 1987 um Volkszählungsergebnisse und ab 1975 um amtliche Fortschreibungen des Landesamtes für Datenverarbeitung und Statistik. Die Zahlen von 1975 bis 1985 sind geschätzte Werte, die Zahlen ab 1990 Fortschreibungen auf Basis der Ergebnisse der Volkszählung von 1987.
Die Angaben beziehen sich ab 1871 sowie für 1946 auf die Ortsanwesende Bevölkerung, ab 1925 auf die Wohnbevölkerung und ab 1985 auf die Bevölkerung am Ort der Hauptwohnung. Vor 1871 wurden die Einwohnerzahlen nach uneinheitlichen Erhebungsverfahren ermittelt.
Kreis Herford
Die Stadt Herford war noch nicht kreisfrei. Deshalb sind ihre Einwohnerzahlen in den Zahlen des Kreises enthalten.
| Jahr            | Einwohner |
| --------------- | --------- |
| 1818 (31. Dez.) | 21.911    |
| 1822 (1. Dez.)  | 23.756    |
| 1825 (1. Dez.)  | 24.649    |
| 1831 (3. Dez.)  | 25.588    |
| 1834 (3. Dez.)  | 57.509    |
| 1837 (3. Dez.)  | 59.284    |
| 1840 (3. Dez.)  | 65.076    |
| 1843 (3. Dez.)  | 65.715    |
| 1846 (3. Dez.)  | 67.748    |
| 1849 (3. Dez.)  | 69.160    |
| 1852 (3. Dez.)  | 69.553    |
| 1855 (3. Dez.)  | 67.151    |

| Jahr           | Einwohner |
| -------------- | --------- |
| 1858 (3. Dez.) | 066.674   |
| 1861 (3. Dez.) | 067.717   |
| 1864 (3. Dez.) | 069.039   |
| 1867 (3. Dez.) | 069.307   |
| 1871 (1. Dez.) | 068.795   |
| 1880 (1. Dez.) | 076.427   |
| 1885 (1. Dez.) | 079.764   |
| 1890 (1. Dez.) | 087.068   |
| 1895 (1. Dez.) | 094.553   |
| 1900 (1. Dez.) | 105.582   |
| 1905 (1. Dez.) | 116.705   |
| 1910 (1. Dez.) | 127.157   |

Landkreis und Stadt Herford
Die Stadt wurde im Jahr 1911 ausgekreist. Bis 1968 war sie kreisfrei.
| Jahr            | Einwohner | Einwohner | Einwohner |
| --------------- | --------- | --------- | --------- |
| Jahr            | Gesamt    | Landkreis | Stadt     |
| 1910 (1. Dez.)1 | 127.157   | 094.630   | 32.527    |
| 1925 (16. Juni) | 140.667   | 104.727   | 35.940    |
| 1933 (16. Juni) | 153.559   | 115.023   | 38.536    |
| 1939 (17. Mai)  | 162.748   | 120.409   | 42.339    |
| 1946 (29. Okt.) | 195.199   | 151.317   | 43.882    |
| 1950 (13. Sep.) | 212.048   | 161.941   | 50.107    |
| 1961 (6. Juni)  | 220.164   | 164.501   | 55.663    |

1 Bevölkerung am 1. Dezember 1910 im Gebiet des am 1. April 1911 gebildeten Stadtkreises
Kreis Herford

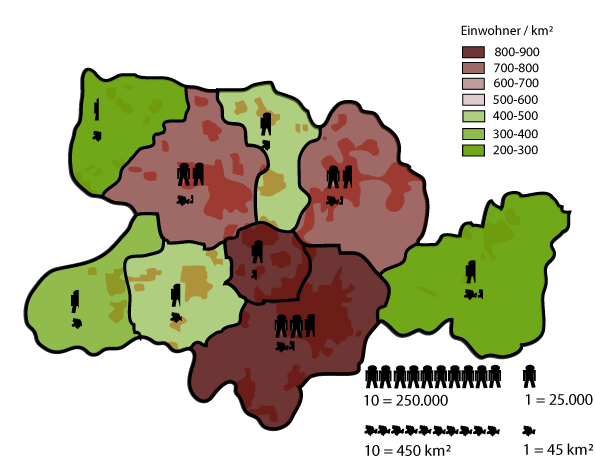
Bevölkerungsverteilung

Am 1. Oktober 1969 wurde aus dem Landkreis der Kreis Herford.
| Jahr            | Einwohner |
| --------------- | --------- |
| 1970 (27. Mai)  | 228.495   |
| 1975 (31. Dez.) | 234.275   |
| 1980 (31. Dez.) | 232.478   |
| 1985 (31. Dez.) | 225.598   |
| 1987 (25. Mai)  | 227.548   |
| 1990 (31. Dez.) | 238.231   |
| 1995 (31. Dez.) | 250.768   |
| 2000 (31. Dez.) | 254.754   |
| 2005 (31. Dez.) | 254.507   |

| Jahr            | Einwohner |
| --------------- | --------- |
| 2007 (31. Dez.) | 252.949   |
| 2008 (31. Dez.) | 251.567   |
| 2009 (31. Dez.) | 250.247   |
| 2010 (31. Dez.) | 249.020   |
| 2011 (31. Dez.) | 249.947   |
| 2012 (31. Dez.) | 249.147   |
| 2013 (31. Dez.) | 248.988   |
| 2014 (31. Dez.) | 249.219   |
| 2015 (31. Dez.) | 252.122   |

| Jahr            | Einwohner |
| --------------- | --------- |
| 2016 (31. Dez.) | 251.074   |
| 2017 (31. Dez.) | 251.539   |
| 2018 (31. Dez.) | 250.783   |
| 2019 (31. Dez.) | 250.578   |
| 2020 (31. Dez.) | 250.547   |
| 2021 (31. Dez.) | 250.635   |
| 2022 (31. Dez.) | 253.551   |

#### Sprache
Die Menschen im Kreis Herford sprechen meist Hochdeutsch mit leichtem ostwestfälischem Akzent. Bevor sich die deutsche Standardsprache als Umgangssprache durchsetzte, war der Gebrauch der niederdeutschen Sprache üblich, die in einem ostwestfälischen Dialekt, dem Ravensberger Platt, gesprochen wurde. Das Plattdeutsche variierte wiederum im Kreis. Es wird nur noch von wenigen älteren Bewohnern des Kreises überwiegend verwendet. Die Erinnerung an diese alte Sprache wird im Kruis Hiarwede (niederdeutsch für Kreis Herford) durch zahlreiche plattdeutsche Veranstaltungen wachgehalten, z. B. durch plattdeutsche Gottesdienste. Relativ verbreitet ist dagegen der westfälische Regiolekt, der sich durch eine regionaltypische Färbung (Abschleifung) des Hochdeutschen und Verwendung spezieller Begriffe (z. B. „Pömpel“ für „Poller“, „wegkommen“ bzw. „wechkommen“ für „herkommen, stammen“) auszeichnet.

## Religion

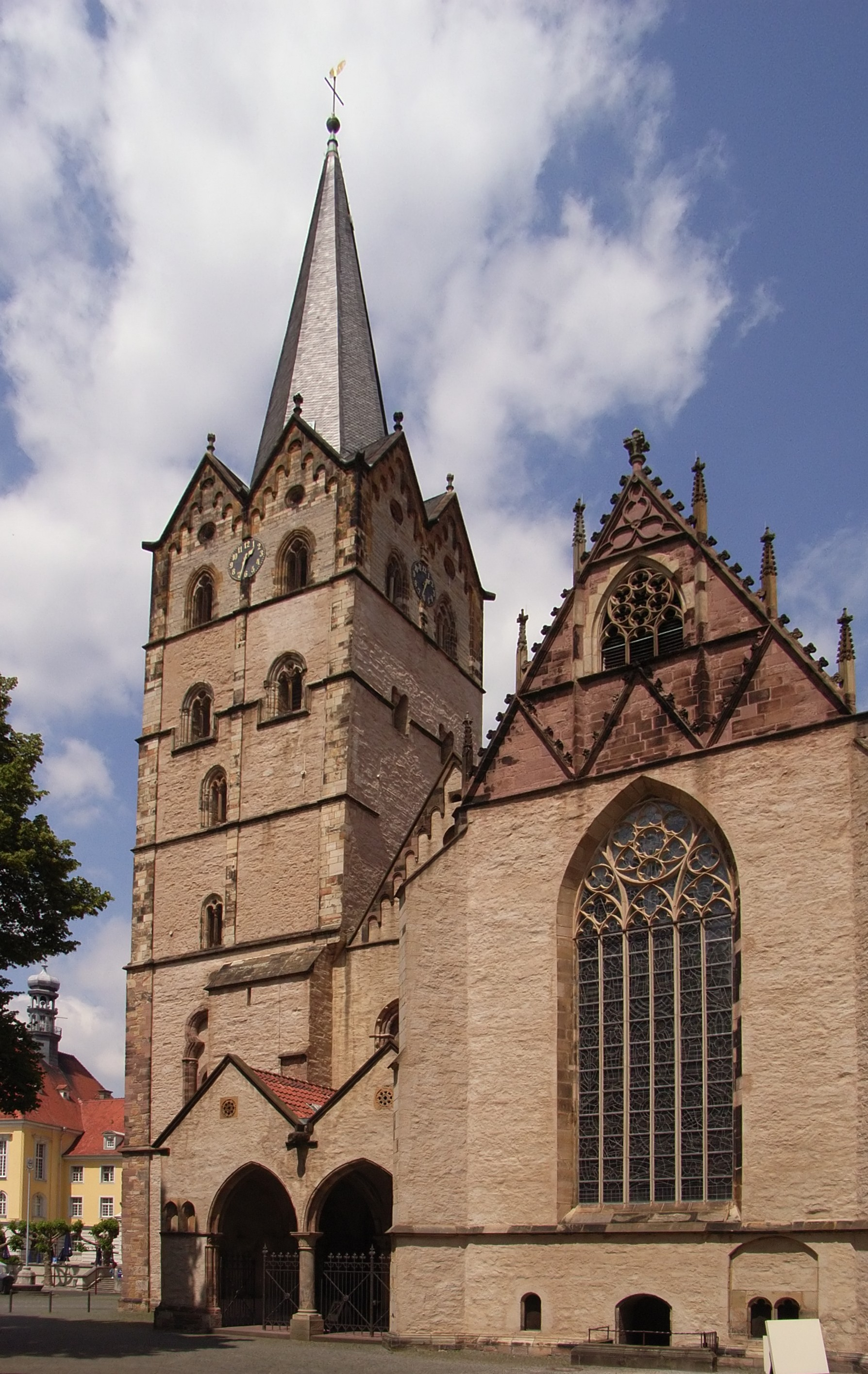
Herforder Münster

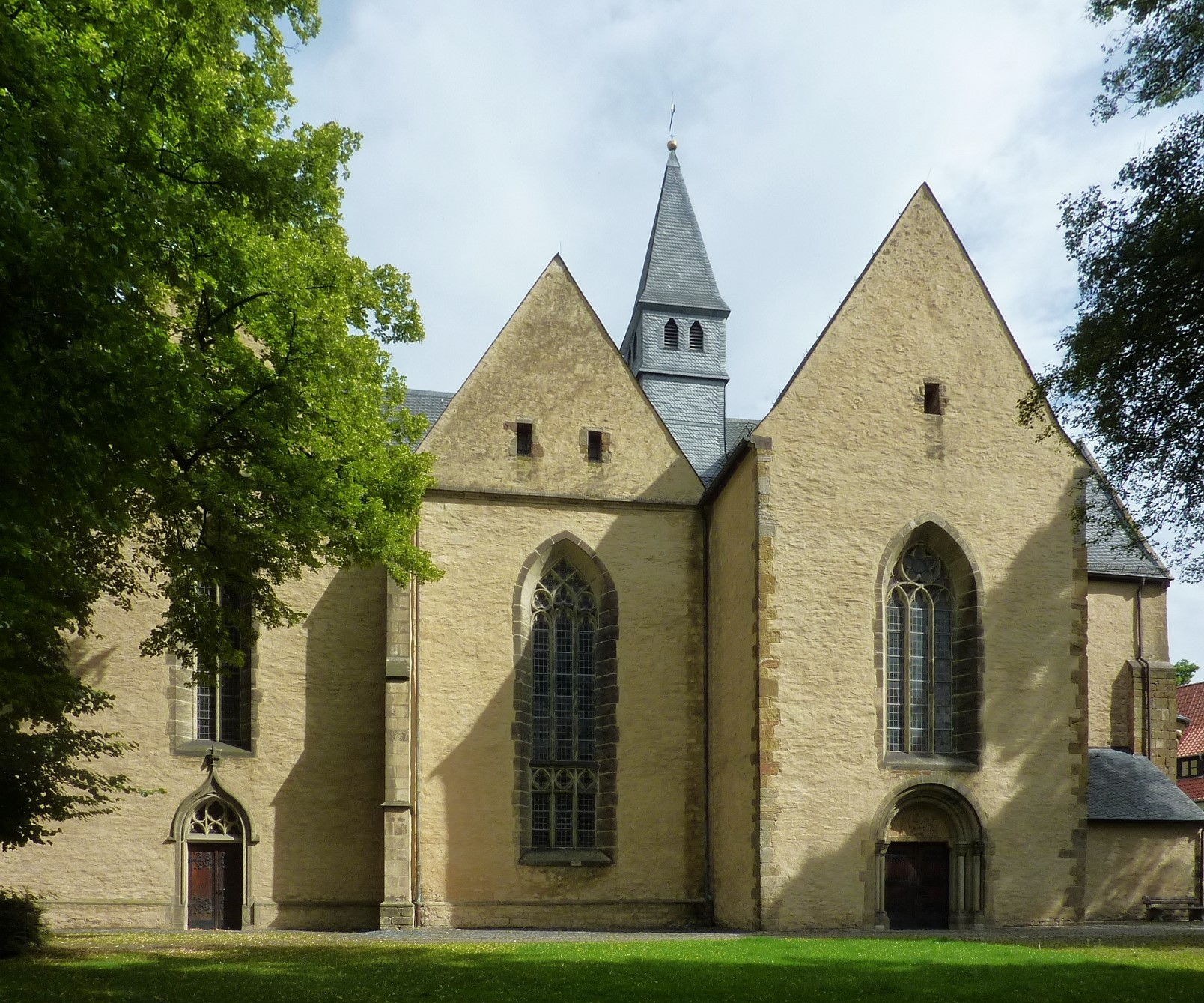
In der Engeraner Stiftskirche liegt möglicherweise Widukind begraben

### Konfessionsstatistik
Laut der Volkszählung 2011 waren 57,7 % (144.554) der Einwohner evangelisch, 11,0 % römisch-katholisch und 31,4 % waren konfessionslos, gehörten einer anderen Religionsgemeinschaft an oder machten keine Angabe. Der Anteil der Protestanten und Katholiken am Gesamtbevölkerung ist seitdem jährlich um 1 Prozentpunkt gesunken. Gemäß dem Zensus 2022 waren (Anfang 2022) 46,6 % der Einwohner evangelisch, 10,0 % katholisch und 43,4 % waren konfessionslos, gehörten einer anderen Glaubensgemeinschaft an oder machten keine Angabe. Kreis Herford war im Jahr 2022 eins von 3 Kreisen in Nordrhein-Westfalen die eine (kleine) evangelische Mehrheit hatten.
Laut kirchliche Statistik gehören fast alle Protestanten im Kreis Herford dem Kirchenkreis Herford an. Ende 2021 hatte der Kirchenkreis 102.379 Gemeindeglieder. Die Zahl der Protestanten im Kreis ist seitdem gesunken. Jahresende 2022 hatte der Kirchenkreis 99.503 Gemeindeglieder. Und Jahresende 2023 hatte der Kirchenkreis 96.712  Gemeindeglieder.

### Evangelische Kirche
Der Kirchenkreis Herford gehört zur Evangelischen Kirche von Westfalen und wurde 1818 gegründet, damals als Teil der Kirchenprovinz Westfalen der Evangelischen Kirche der Altpreußischen Union. Anfänglich gehörten die vier Herforder Stadtgemeinden, das Dorf Berg (Stiftberg), Jöllenbeck, Exter, Valdorf, Vlotho (ref. und luth.), Rehme, Rödinghausen, Bünde, Hiddenhausen, Gohfeld, Löhne, Enger, Spenge und Wallenbrück zum Kirchenkreis. Ab 1836 bildeten Exter, Gohfeld, Rehme, Valdorf und Vlotho den neugeschaffenen Kirchenkreis Vlotho. Jöllenbeck wurde kurz nach der politischen Umgliederung jetzt auch der Kirchenverwaltung in Bielefeld angeschlossen. Im Gegenzug kamen Kirchlengern, Mennighüffen und Stift Quernheim zum Kirchenkreis Herford. Spenge und Wallenbrück gehörten rund 100 Jahre bis 1964 zum Kirchenkreis Halle. Mit ihnen wechselte Hücker-Aschen zum Kirchenkreis Herford. In der Zeit der deutsch-deutschen Teilung betreute der Kirchenkreis Herford treuhänderisch die kirchlich zur ebenfalls vormals altpreußischen Evangelischen Kirche der Kirchenprovinz Sachsen, aber nach einer britisch-sowjetischen Grenzbereinigung politisch zu Niedersachsen gehörenden Kirchengemeinden Bad Sachsa und Tettenborn. Heute gehören fünf Regionen zum Kirchenkreis:
| Region       | Gemeinden |
| ------------ | --- |
| Bünde        | Bünde-Lydia, Dünne, Ennigloh, Hagedorn, Holsen-Ahle, Hunnebrock-Hüffen-Werfen, Kirchlengern, Rödinghausen (zzgl. Pfarrbezirk Bieren), Spradow, Stift Quernheim, Westkilver |
| Enger-Spenge | Enger, Spenge |
| Herford      | Elverdissen, Emmaus, Mitte, Herringhausen, Kreuz, Laar, Marien Stift Berg, Petri (ev.- ref.)                                                                               |
| Hiddenhausen | Eilshausen, Hiddenhausen, Lippinghausen, Oetinghausen, Schweicheln-Sundern-Bermbeck                                                                                        |
| Löhne        | Löhne, Mennighüffen, Obernbeck, Siemshof |

In den 30 Kirchengemeinden gibt es 68 Pfarrstellen und 54 Kindergärten. Der Kirchenkreis Herford, der seinen Verwaltungssitz an der Herforder Hansastraße hat, hat rund 130.000 Gemeindemitglieder.
Bis auf Teile der politischen Gemeinde Löhne und der politischen Gemeinde Vlotho, die zum Kirchenkreis Vlotho gehören, entspricht der Kirchenkreis Herford dem politischen Kreis Herford. Der im Kreisgebiet liegende Teil des Kirchenkreises Vlotho setzt sich zusammen aus den Gemeinden:
| Region | Gemeinden                                                                                         |
| ------ | ------------------------------------------------------------------------------------------------- |
| Löhne  | Gohfeld, Mahnen, Wittel                                                                           |
| Vlotho | Exter-Bonneberg, Uffeln, Valdorf, St. Stephan (Vlotho-Stadt), Wehrendorf, St. Johannis (ev.-ref.) |

Hintergrund ist die jahrhundertelange Zugehörigkeit zur protestantischen Grafschaft Ravensberg bzw. zum Fürstentum Minden, die beide spätestens 1648 an das überwiegend protestantische Preußen fielen und bereits Mitte des 16. Jahrhunderts die lutherische Lehre annahmen.

### Katholische Kirche
Etwa 10 % der Bevölkerung sind römisch-katholisch; nicht jede Gemeinde hat daher eine katholische Kirche. Der katholische Bevölkerungsanteil ist vor allem durch Migrationsbewegungen nach dem Zweiten Weltkrieg in den Kreis eingewandert. Die katholischen Gemeinden gehören zum Erzbistum Paderborn und zum Dekanat Herford-Minden. Das Dekanat gliedert sich im Kreisgebiet Herford in folgende Gemeinden und Pastoralverbünde:
| Pastoralverbund | Gemeinden                                                             |
| --------------- | --------------------------------------------------------------------- |
| Bünder Land     | Bünde St. Joseph, Holsen St. Michael, Kirchlengern St. Marien         |
| Herford         | Herford Maria Frieden, Herford St. Johannes Bapt., Herford St. Paulus |
| Löhne-Vlotho    | Löhne St. Laurentius, Exter St. Hedwig, Vlotho Heilig Kreuz           |
| Widukindsland   | Eilshausen St. Bonifatius, Enger St. Dionysius, Spenge St. Joseph     |

### Sonstige
Etwa drei bis vier Prozent der Bevölkerung bezeichnen sich als islamisch. Islamische Gebetsräume gibt es u. a. in Bünde und Löhne. Eine kleine jüdische Gemeinde befindet sich in Herford.

## Politik und Verwaltung

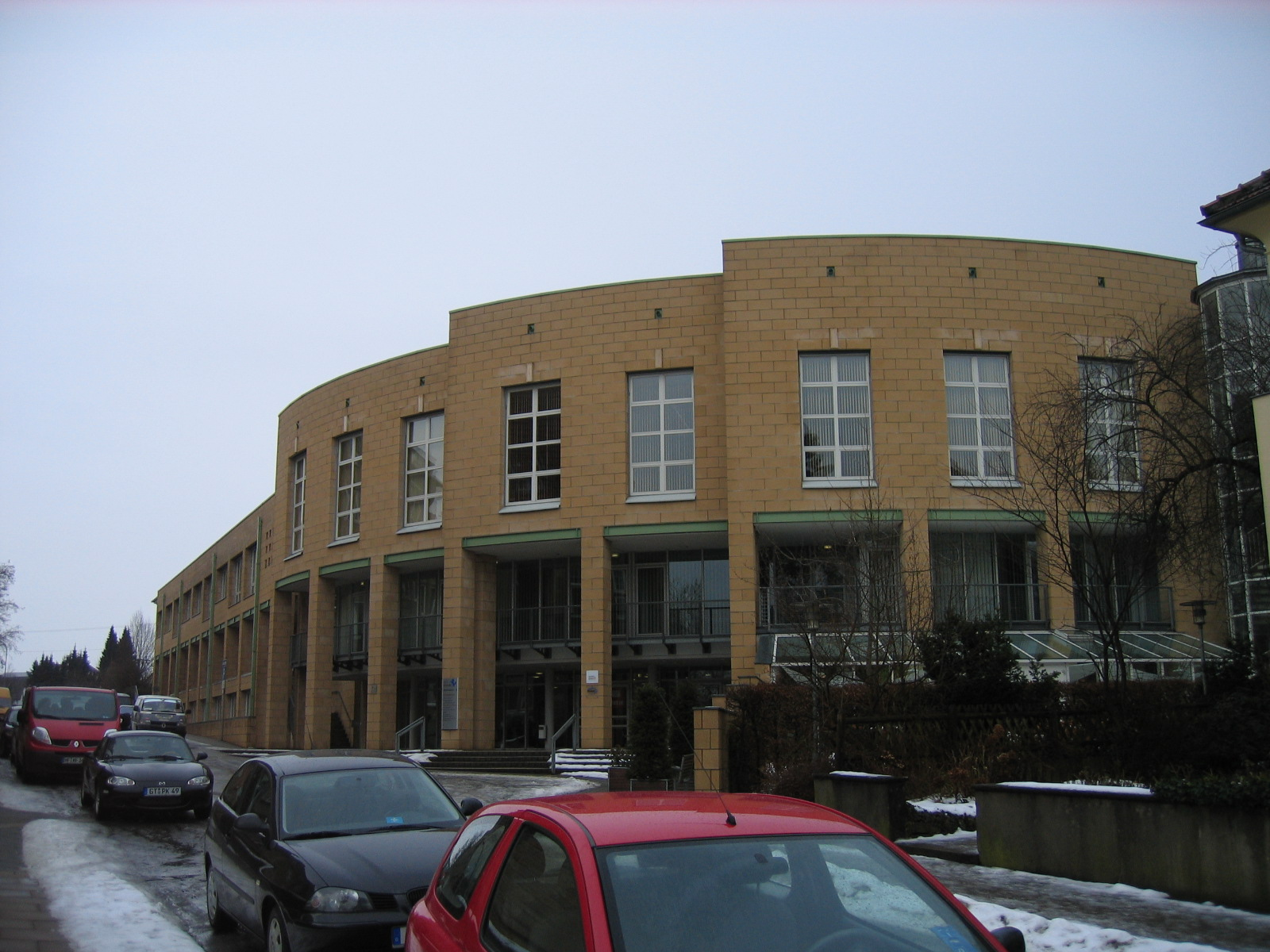
Kreishaus in Herford

### Landrat
Der Landrat des Kreises wird seit 1999 direkt gewählt. Das Amt des Oberkreisdirektors wurde 1999 abgeschafft. Seitdem übernimmt der Landrat auch die Aufgaben des Verwaltungschefs. Es gibt zwei stellvertretende Landräte, die öffentliche repräsentative Funktionen übernehmen. Verwaltungsinterner Stellvertreter des Landrats ist der Kreisdirektor.
Von Mai 2003 bis Oktober 2009 war Lieselore Curländer (CDU), die Landrätin des Kreises Herford. Sie wurde mit 52,29 % der Stimmen als erste Frau an die Spitze des Kreises gewählt. Abgelöst wurde Curländer vom damaligen Bürgermeister aus Spenge, Christian Manz (CDU), der bis September 2015 Landrat des Kreises Herford war. Bei der Landratswahl am 13. September stand Manz nicht mehr zur Wahl. Kreiskämmerer Jürgen Müller wurde mit 53,3 % zum neuen Landrat gewählt und 2020 mit 56,3 % im Amt bestätigt. Er ist der erste hauptamtliche Amtsinhaber, den die SPD stellt.

### Verwaltung
Der Kreis Herford beschäftigt zurzeit rund 950 Mitarbeitende. Seine Institutionen haben ihren Sitz größtenteils im Herforder Kreishaus oder in dessen unmittelbarer Nähe. Bedeutendste Ausnahme ist das Straßenverkehrsamt in der Kreisgemeinde Kirchlengern.
Die Kreisverwaltung gliedert sich in drei Dezernate, in denen die verschiedenen Aufgabenbereiche und Zuständigkeiten des Kreises zusammengefasst sind:
- Dezernat I: Persona, Organisation und Kommunales; Finanz- und Liegenschaftsmanagement; Sicherheit und Ordnung; Veterinärwesen und Verbraucherschutz
- Dezernat II: Straßenverkehr; Kataster und Vermessung; Umwelt, Planen und Bauen; Abfallentsorgungsbetrieb; Verkehrswege und Grünanlagen
- Dezernat III: Schule, Kultur und Sport; Soziale Leistungen; Jugend und Familie; Gesundheit; Sozialplanung und Kreisentwicklung; Jobcenter; Kommunales Integrationszentrum; Jugendgästehaus; Sozial-Psychiatrische Rehabilitationseinrichtung

Dem Landrat unmittelbar unterstellt sind die Kreispolizeibehörde, das Schulamt, die Rechnungsprüfung, die Pressestelle, der Personalrat, die Schwerbehindertenvertretung und die Gleichstellungsbeauftragte.

### Haushalt
|   | Ordentliche Erträge                     | Ansatz 2019 in Mio. Euro | Ansatz 2020 in Mio. Euro |
| - | --------------------------------------- | ------------------------ | ------------------------ |
| 1 | Steuern u. ähnliche Abgaben             | 3,926                    | 3,926                    |
| 2 | Zuwendungen und allgemeine Umlagen      | 224,632                  | 232,367                  |
| 3 | Sonstige Transfererträge                | 2,241                    | 1,706                    |
| 4 | Öffentlich-rechtliche Leistungsentgelte | 015,212                  | 15,607                   |
| 5 | Privatrechtliche Leistungsentgelte      | 0,398                    | 000,398                  |
| 6 | Kostenerstattungen und Kostenumlagen    | 52,151                   | 56,522                   |
| 7 | Sonstige ordentliche Erträge            | 005,966                  | 4,110                    |
| 8 | Aktivierte Eigenleistungen              | 0,184                    | 0,261                    |
|   | insgesamt                               | 304,712                  | 314,901                  |

Der größte Ertragsposition des Kreises ist die allgemeine Kreisumlage, deren Hebesatz in Benehmen mit den kreisangehörigen Kommunen festgesetzt wird. Dieser beläuft sich in den Haushaltsjahren 2019 und 2020 auf 36,5 %.
| 00 | Ordentliche Aufwendungen                   | Ansatz 2019 in Mio. Euro | Ansatz 2020 in Mio. Euro |
| -- | ------------------------------------------ | ------------------------ | ------------------------ |
| 1  | Personalaufwendungen                       | 051,716                  | 53,483                   |
| 2  | Versorgungsaufwendungen                    | 6,415                    | 6,692                    |
| 3  | Aufwendungen für Sach- u. Dienstleistungen | 018,649                  | 17,859                   |
| 4  | Bilanzielle Abschreibungen                 | 8,031                    | 8,070                    |
| 6  | Transferaufwendungen                       | 169,634                  | 179,175                  |
| 8  | Sonstige ordentliche Aufwendungen          | 56,380                   | 56,528                   |
|    | insgesamt                                  | 310,827                  | 321,809                  |

Die Kreise sind laut Kreisordnung für das Land Nordrhein-Westfalen in Verbindung mit der Gemeindeordnung für das Land Nordrhein-Westfalen verpflichtet, einen ausgeglichenen Haushalt zu planen. Negative Jahresergebnisse können jedoch durch die sogenannte Ausgleichsrücklage gedeckt werden. Der Bestand der Ausgleichsrücklage für den Kreis Herford betrug zum 31. Dezember 2018 13,0 Mio. EUR.
Weitere Informationen zum Haushalt des Kreises Herford unter Haushalt und Jahresabschluss / Kreis Herford. Abgerufen am 22. Februar 2021.

### Kreistag
- DIE LINKE.: 2
- PARTEI: 1
- GRÜNE: 8
- SPD: 18
- UWG-Kreis: 1
- FDP: 2
- CDU: 15
- AfD: 3

Sitzverteilung nach der Kommunalwahl 2009

Sitzverteilung im Kreistag in der Wahlperiode 2004

Der Kreistag besteht zurzeit aus 50 Sitzen. Die Sitzverteilung und Stimmanteile nach den Kommunalwahlen in Nordrhein-Westfalen 2020, die eine Wahlbeteiligung von 53,3 % erbrachte, zeigt die folgende Tabelle. Zum Vergleich ist die Zusammensetzung der vorangegangenen Kreistage angegeben (für die zugehörigen Wahlergebnisse siehe unten).
|                          | 2020 | 2020  | Sitze | Sitze | Sitze | Sitze | Sitze |
| Partei                   | %    | Sitze | 2014  | 2009  | 2004  | 1999  | 1994  |
| ------------------------ | ---- | ----- | ----- | ----- | ----- | ----- | ----- |
| SPD                      | 35,4 | 18    | 20    | 18    | 20    | 22    | 27    |
| CDU                      | 29,9 | 15    | 18    | 18    | 21    | 25    | 23    |
| GRÜNE                    | 16,0 | 8     | 05    | 05    | 04    | 03    | 05    |
| DIE LINKE.               | 3,3  | 2     | 02    | 02    | –     | –     | –     |
| AfD                      | 5,9  | 3     | 02    | –     | –     | –     | –     |
| FDP                      | 3,8  | 2     | 02    | 05    | 03    | 02    | –     |
| UWG-Kreis (bis 2014: FW) | 2,9  | 1     | 01    | 02    | 02    | –     | –     |
| Die PARTEI               | 2,9  | 1     | –     | –     | –     | –     | –     |
| gesamt                   | 100  | 50    | 50    | 50    | 50    | 52    | 55    |

Quelle: Landesdatenbank Nordrhein-Westfalen und Landeswahlleiterin Nordrhein-Westfalen.

### Bundestags- und Landtagswahlen
Im Bundestag wird der Bundestagswahlkreis Herford – Minden-Lübbecke II von Stefan Schwartze (SPD) vertreten. Bei der Bundestagswahl 2017 konnte er 36,8 % der Erststimmen auf sich vereinen.
Bei der Landtagswahl 2017 wurden die SPD-Politiker Christian Dahm (Wahlkreis Herford I – Minden-Lübbecke III, 39,3 % der Erststimmen) und Angela Lück (Herford II – Minden-Lübbecke IV, 42,2 %) direkt in den Landtag gewählt.

### Wappen
Das schwarze, springende Ross im silbernen Feld des Herforder Kreiswappens soll an den Sachsenherzog Wittekind erinnern, dessen Sarkophag in der Stiftskirche zu Enger steht und dessen Gebeine dort vermutet werden. Nach drei langen Kriegen in den Jahren 772 bis 804 musste sich der um Unabhängigkeit kämpfende Sachsenherzog dem Franken Karl dem Großen beugen. Widukinds Stamm der Engern (vgl. auch Enger) siedelte damals in der Ravensberger Mulde. Die Sage besagt, dass Wittekind bis zu seiner Taufe einen schwarzen Hengst geritten haben soll. Karl der Große schenkte ihm nach der (Zwangs-)Taufe ein weißes Pferd, das später zum Wappentier von Westfalen wurde. Der Kreis bezeichnet sich selbst auch als Wittekindsland. Das Wappen war dem Landkreis Herford am 10. August 1938 verliehen worden, das schwarze Westfalenross war als Ausdruck der antichristlichen Ideologie des Nationalsozialismus anzusehen. Im April 1946 wurde ein bis dato vorhandenes Winkelkreuz mit keulenförmig verdickten Enden (Keulenkreuz ähnlich dem Lauburu) in der oberen linken Ecke entfernt, da es an das Hakenkreuz erinnerte. Im Januar 1970 wurde das Wappen als Wappen des neuen Kreises Herford bestätigt.

Aktuelles Kreiswappen des Kreises Herford
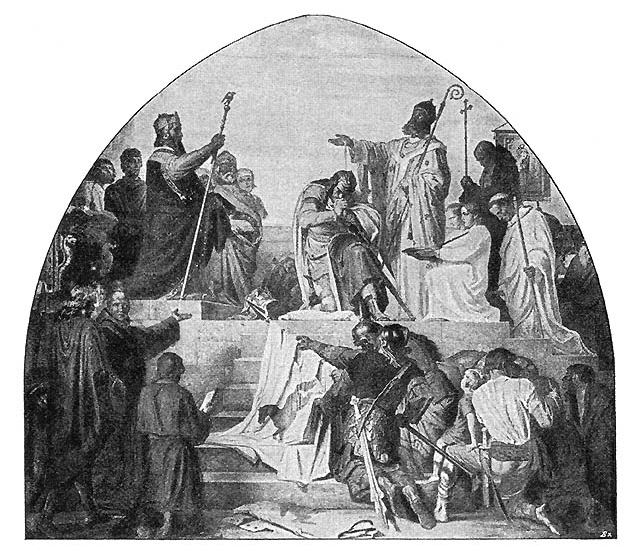
Ein zerstörtes Fresko aus dem 19. Jahrhundert zeigte die Taufe des Widukind. Im Vordergrund eine Fahne mit schwarzem Ross auf weißem Grund
Alte Version des Wappens mit dem Keulenkreuz (Lauburu)

### Kreispartnerschaften

#### Partnerregionen und -städte
- Šibenik, Kroatien: Der 100.000 Einwohner zählende Kreis ist seit 1970 Partner des Kreises Herford. Einen hohen Stellenwert in der Beziehung haben zahlreiche Begegnungsprojekte mit Vereinen, Schulklassen oder Jugendgruppen.
- Renfrewshire, Schottland (Vereinigtes Königreich): Die Region hat rund 170.000 Einwohner und ist seit 1972 Partnerregion. Auch hier stehen Begegnungsprojekte im Vordergrund der Beziehungen.
- Voiron, Département Isère, Frankreich: Das in der Nähe von Grenoble gelegene Voiron ist seit 1966 eine Partnerstadt auf Grund des besonderen Engagements von dem damaligen Landrat Ernst Albrecht und dem damaligen Bürgermeister von Voiron Raymond Tézier. Raymond Tézier war während des Zweiten Weltkrieges in der Resistance im Vercors und ihm war danach die Versöhnung mit dem ehemaligen Feind wichtig. Zahlreiche Schüler und Jugendgruppen besuchten seitdem jedes Jahr die Partnerstadt.[37][38]
- Condega, Nicaragua: Seit 1988 besteht eine Partnerschaft zu dieser 13.000 Einwohnern zählenden Stadt in Nicaragua. Die Partnerschaft ist kommunalpolitische Entwicklungspartnerschaft mit dem Ziel die Lebensbedingungen der Menschen zu verbessern.

#### (Inoffizielle) Freundschaften
- Bassano del Grappa, Italien: Partnerstadt von Voiron
- Gorzów Wielkopolski, Polen: Es besteht keine offizielle Partnerschaft zwischen dem Kreis Herford und Gorzów (einer der Partnerstädte der Kreisstadt Herford), jedoch werden auch aus dem restlichen Kreis hier Begegnungsprojekte gefördert.
- Jelgava, Lettland: Seit 1989 Jugendbegegnungsprojekte
- Quincy, Illinois, USA: In die 42.000 Einwohner zählende Stadt wanderten im 19. Jahrhundert zahlreiche Bürger der Region aus. 1991 wurde ein offizieller Freundschaftspakt geschlossen.
- Kobanê, Rojava, Nord-Syrien: Im Juli 2019 hat der Herforder Kreistag eine Partnerschaft mit Kobanê grundsätzlich befürwortet.[39][40]

#### Städteunion
- Seit 1990 besteht zwischen Herford und den deutschen Städten Quedlinburg, Hannoversch Münden, Celle und Hameln eine Städteunion.[41]

### Landräte und Oberkreisdirektoren
Im Kreis Herford gibt es seit 1816 durchgängig Landräte. Das Amt eines Oberkreisdirektors bestand nur in der Zeit von 1946 bis 1999. Von Landrat Erich Hartmann hängt wegen seiner Verstrickung in das NS-Regime kein Bild im Kreishaus. Seit Januar 2019 hängen stattdessen Auszüge aus dem Gerichtsurteil gegen ihn, mit dem er u. a. der Verbrechen gegen die Menschlichkeit schuldig gesprochen wurde, an der Wand.
| Nr. | Landräte             | Amtszeit  |
| --- | -------------------- | --------- |
| 1   | Franz Haß            | 1816–1831 |
| 2   | Philipp von Borries1 | 1832–1838 |
| 3   | Georg von Borries    | 1838–1870 |
| 4   | Rudolf von Borries   | 1870–1890 |
| 5   | Georg von Borries    | 1891–1902 |
| 6   | Franz von Borries    | 1903–1933 |
| 7   | Erich Hartmann2      | 1933–1944 |
| 8   | Friedrich Kleim3     | 1944–1945 |
| 9   | Carl von Laer        | 1945–1946 |

| Nr. | Landräte            | Amtszeit  |
| --- | ------------------- | --------- |
| 10  | August Griese       | 1946–1962 |
| 11  | Ernst Albrecht      | 1962–1977 |
| 12  | Siegfried Moning    | 1977–1989 |
| 13  | Gerhard Wattenberg  | 1989–1999 |
| 14  | Hans-Georg Kluge    | 1999–2003 |
| 15  | Lieselore Curländer | 2003–2009 |
| 16  | Christian Manz      | 2009–2015 |
| 17  | Jürgen Müller       | seit 2015 |

| Nr. | Oberkreisdirektoren | Amtszeit  |
| --- | ------------------- | --------- |
| 1   | Hans Friedrichs     | 1946–1954 |
| 2   | Wolfgang Lorke      | 1954–1958 |
| 3   | Günther Bantzer     | 1958–1965 |
| 4   | Wolfgang Kuhr       | 1965–1974 |
| 5   | Manfred Ragati      | 1975–1985 |
| 6   | Henning Kreibohm    | 1985–1999 |

1 1816–1831 Landrat im Kreis Bünde
2 1933–1934 kommissarisch im Amt
3 kommissarisch

### Kreistagswahlen seit 1946
Stimmenanteile der Parteien in Prozent
| Jahr   | SPD  | CDU  | Grüne | FDP  | Linke | FW HF | AfD | KPD |
| ------ | ---- | ---- | ----- | ---- | ----- | ----- | --- | --- |
| 1946   | 53,8 | 39,0 |       |      |       |       |     | 6,1 |
| 1948   | 53,4 | 36,9 |       |      |       |       |     | 5,7 |
| 1952   | 53,9 | 28,4 |       | 13,8 |       |       |     |     |
| 119561 | 57,2 | 28,0 |       | 12,0 |       |       |     |     |
| 1961   | 55,0 | 33,7 |       | 11,3 |       |       |     |     |
| 1964   | 56,3 | 32,2 |       | 11,5 |       |       |     |     |
| 219692 | 51,7 | 33,7 |       | 09,0 |       |       |     |     |
| 1973   | 51,0 | 40,1 |       | 09,0 |       |       |     |     |
| 1975   | 48,6 | 42,9 |       | 08,5 |       |       |     |     |
| 1979   | 49,3 | 42,4 |       | 07,5 |       |       |     |     |
| 1984   | 46,8 | 38,9 | 09,1  | 05,1 |       |       |     |     |
| 1989   | 47,8 | 35,9 | 08,5  | 07,6 |       |       |     |     |
| 1994   | 46,6 | 40,0 | 09,0  | 04,2 |       |       |     |     |
| 1999   | 41,8 | 47,6 | 05,5  | 04,7 |       |       |     |     |
| 2004   | 39,1 | 41,8 | 09,0  | 06,4 |       | 3,1   |     |     |
| 2009   | 37,3 | 35,4 | 10,4  | 09,2 | 4,1   | 3,5   |     |     |
| 32014  | 39,8 | 34,8 | 10,4  | 03,4 | 4,4   | 2,3   | 4,3 |     |
| 20203  | 35,4 | 29,9 | 16,0  | 3,8  | 3,3   | 2,9   | 5,9 |     |

Fußnoten
1 1956: zusätzlich: BHE: 2,8 %

2 1969: zusätzlich: NPD: 4,2 %
3 2020: zusätzlich: PARTEI: 2,9 %
Quellen: für Wahlen 1946 und 1952 bis 1969 Statistisches Landesamt Nordrhein-Westfalen; für die Wahl 1948 Chronik des Kreises Herford. für die Wahlen ab 1984 Landesdatenbank Nordrhein-Westfalen und Landeswahlleiterin Nordrhein-Westfalen.

## Kultur und Freizeit

### Theater, Museen und Musik

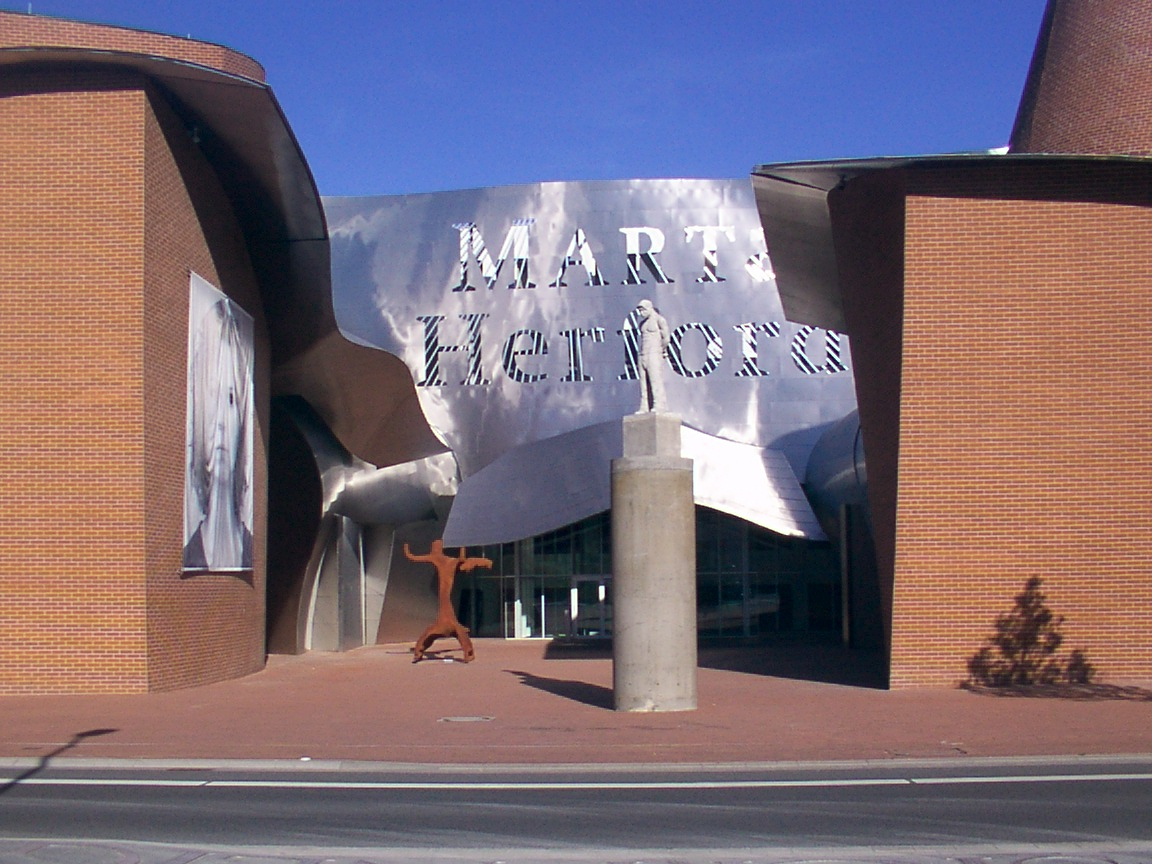
MARTa Herford

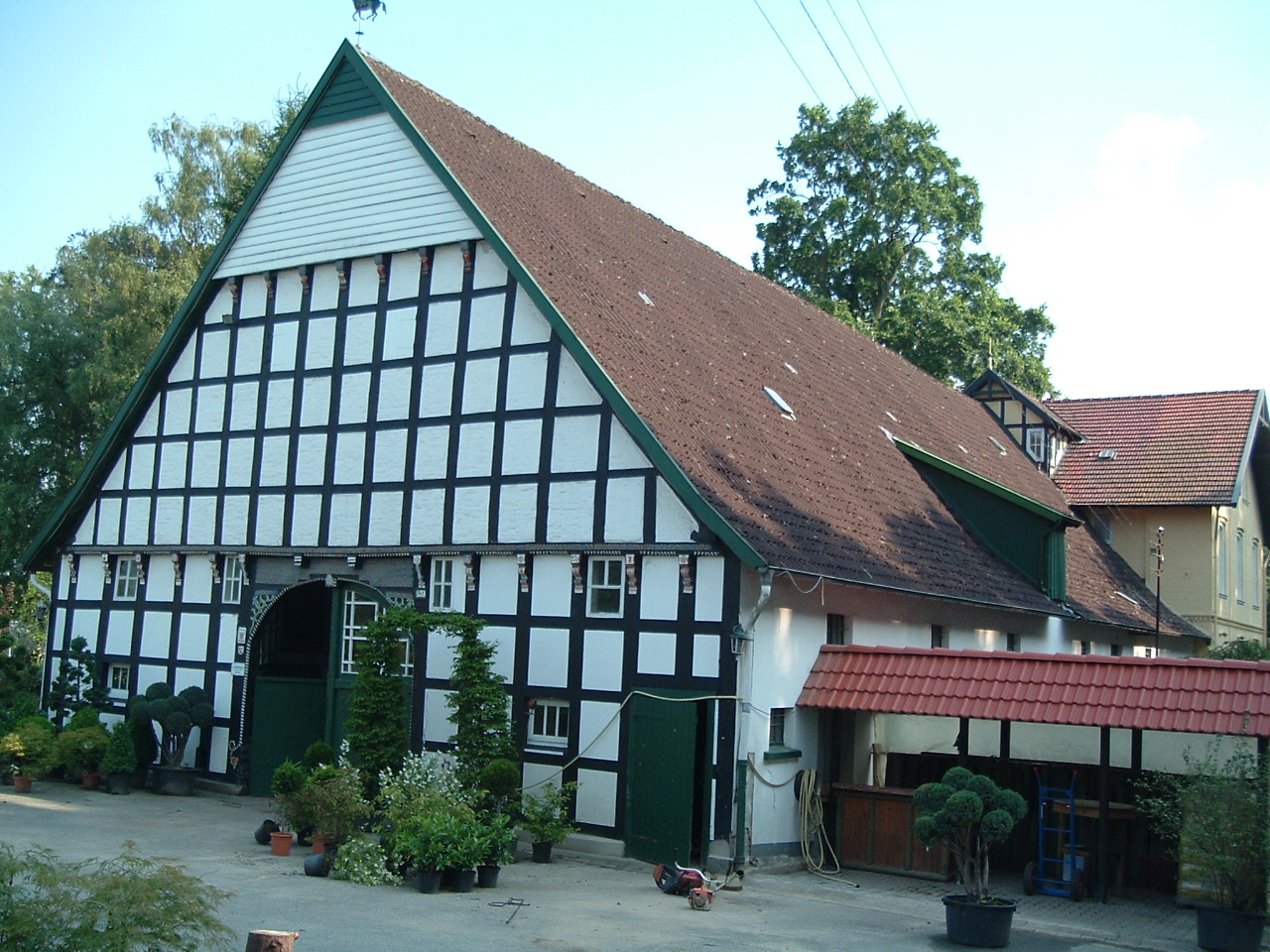
Der Nordhof, einer der Sattelmeierhöfe von Enger

Größtes Theater ist das Stadttheater Herford mit heute 688 Plätzen, das allerdings nur Gastspielern dient. Bedeutendste Museen sind das Marta Herford für zeitgenössische Kunst und Design, das Deutsche Tabak- und Zigarrenmuseum in Bünde zur Geschichte der Tabakverarbeitung in der Region, sowie das Dobergmuseum – Geologisches Museum Ostwestfalen-Lippe mit Exponaten aus dem Doberg. In Herford ist mit der Nordwestdeutschen Philharmonie eines der wichtigsten Orchester Nordrhein-Westfalens beheimatet. Herford ist außerdem Sitz der Hochschule für Kirchenmusik.

### Bauwerke und Parks
Zu den architektonisch und/oder historisch bedeutendsten kirchlichen Bauten gehören das Herforder Münster aus dem 13. Jahrhundert, die ehemalige Pilgerkirche Jakobi Kirche aus dem 14. Jahrhundert in Herford, die Laurentiuskirche in Bünde und St.-Bartholomäus in Rödinghausen (beide vermutlich aus dem 8. Jahrhundert), sowie die Stiftskirche Enger, in der Widukinds Grab vermutet wird, und die Kirchlengeraner Stiftskirche, die ebenso wie der Herforder Münster Mittelpunkt eines Frauenstifts (→Stift Herford) war, von denen aus die gesamte Region im Mittelalter maßgeblich verwaltet wurde. Zu den größten erhaltenen Wasserburgen oder Schlössern zählt u. a. das Schloss Ulenburg in Löhne, die Wasserburg Gut Bustedt in Hiddenhausen, die Wasserburg Gut Böckel und das Haus Kilver von 851 in Rödinghausen. Des Weiteren finden sich im Kreisgebiet viele für das Ravensberger Land typischen Fachwerkhöfe mit charakteristischen Geckpfahl und dem grünen Giebel, von denen besonders die Sattelmeierhöfe in Enger bekannt sind. Das Gebäude des Marta Herford von Frank Gehry ist das bekannteste moderne Gebäude im Kreis Herford. Bekanntester Park ist der Park der Magischen Wasser (Aqua Magica) in Löhne, der für die Landesgartenschau Bad Oeynhausen/Löhne 2000 erbaut wurde und sich auch auf das Gebiet der Stadt Bad Oeynhausen im Nachbarkreis Minden-Lübbecke erstreckt.

### Sport
Das größte Stadion im Kreis ist das über 18.000 Besucher fassende Ludwig-Jahn-Stadion in Herford. Hier tragen mit dem Herforder SV (ehemals 1. Frauen-Bundesliga) und dem SC Herford (ehemals 2. Fußball-Bundesliga) die zwei bekanntesten Fußballvereine des Kreises ihre Heimspiele aus. Ebenso im Kreis Herford beheimatet ist der Fußball-Viertligist SV Rödinghausen, der seit der Saison 2014/15 in der Fußball-Regionalliga West spielt und seine Heimspiele im Häcker-Wiehenstadion austrägt. Der Handballverein TuS Spenge spielt in der Handball-Regionalliga. Der Vorläuferverein des Herforder EV, die Herforder EG, erreichte 1994 die Aufstiegsrunde zur 2. Eishockey-Bundesliga. Die Damenmannschaft der Play Off Rackets Herford konnte mehrmals die deutsche Squashmeisterschaft gewinnen. Der Kreissportbund (KSB) Herford e. V. zählte im Jahr 2016 273 Sportvereine, mit insgesamt 71.624 Mitgliedern.

### Natur und Erholung

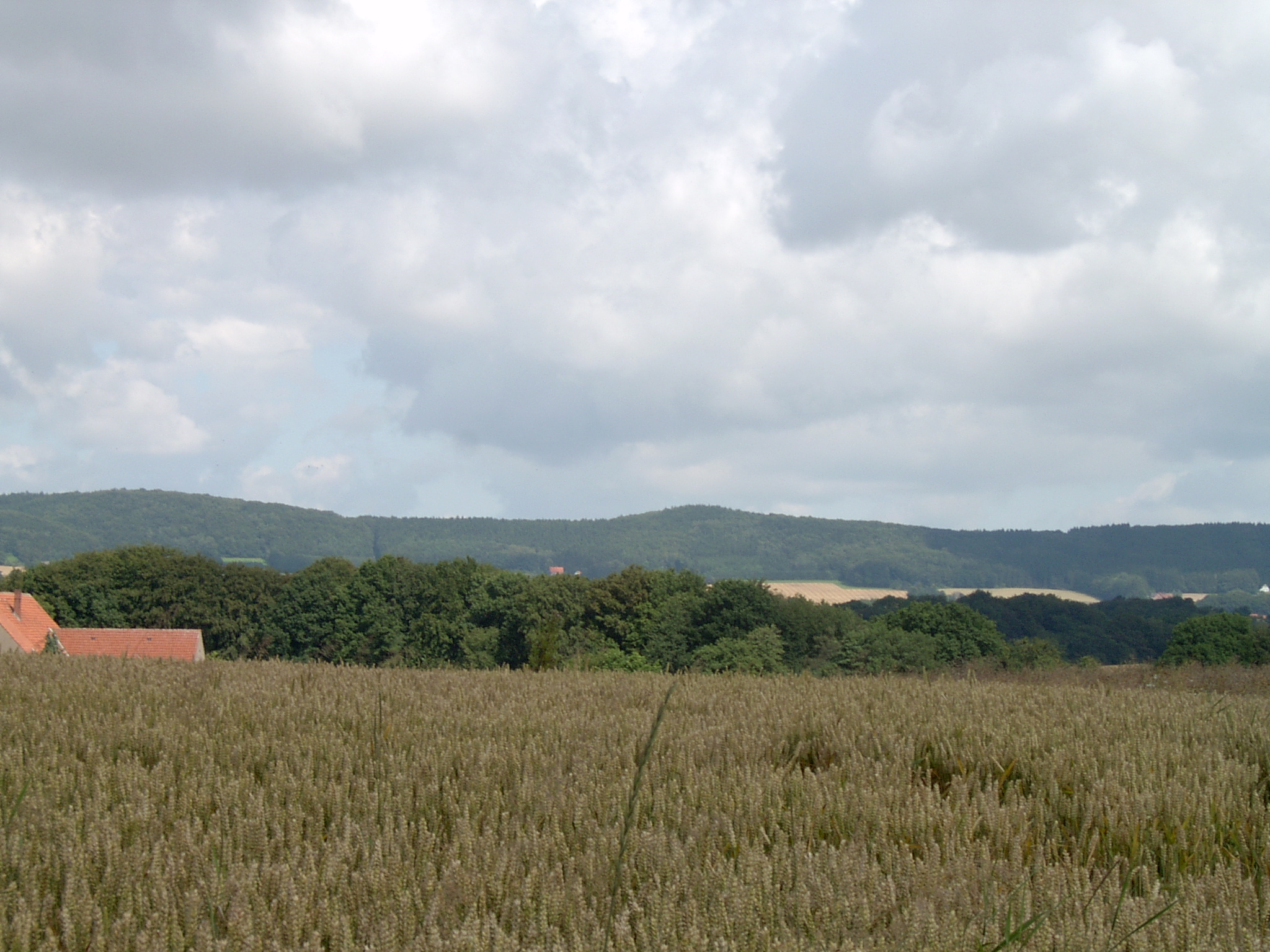
Wiehengebirge von Bünde aus gesehen

Im dicht besiedelten Kreis haben die wenigen Wald- und Naturschutzgebiete einen besonderen Naherholungswert. Einziger Luftkurort ist Rödinghausen. Der Tourismus spielt für den Kreis insgesamt nur eine geringe Rolle. Der Nordwesten des Kreises hat geringen Anteil am Naturpark TERRA.vita (ehemals Naturpark Nördlicher Teutoburger Wald-Wiehengebirge). Der Kreis hat 39 ausgewiesene Naturschutzgebiete, die jedoch nur 3,64 Prozent der Kreisfläche ausmachen – zum Vergleich: Regierungsbezirk Detmold mit 6,3 Prozent. Viele der Naturschutzgebiete schützen die für das Ravensberger Land typischen Sieke sowie die wenigen erhaltenen naturnahen Waldgebiete, die sich fast ausschließlich in Rödinghausen und Vlotho befinden.
Die Naturschutzgebiete in den einzelnen Gemeinden sind (Stand 1. Januar 2011; Doppelnennung, wenn Gebiet auf mehrere Gemeinden verteilt):
| Stadt/ Gemeinde | Naturschutzgebiete | Anzahl | Gesamtgröße in der Gemeinde (in ha, gerundet) | % der Gemeinde-fläche | Karte zur Lage der Naturschutzgebiete |
| --------------- | --- | ------ | --------------------------------------------- | --------------------- | ------------------------------------- |
| Bünde           | Bustedter Holz, Doberg, Elseaue, Gewinghauser Bachtal, Habighorster Wiesental, Ziegeleigrube Ennigloh                                                                                | 6      | 175,22                                        | 2,95                  | Herford                               |
| Enger           | Asbeketal, Enger Bruch | 2      | 077,00                                        | 1,87                  | Herford                               |
| Herford         | Asbeke-Kinzbachtal, Bramschebach – Nagelsbachtal (2 Gebiete), Füllenbruch, Jammertal, Uhlenbachtal                                                                                   | 6      | 351,93                                        | 4,45                  | Herford                               |
| Hiddenhausen    | Bustedter Holz, Bustedter Wiesen, Füllenbruch | 3      | 175,86                                        | 7,37                  | Herford                               |
| Kirchlengern    | Elseaue, Rehmerloh-Mennighüffer Mühlenbach | 2      | 240,97                                        | 7,13                  | Herford                               |
| Löhne           | Blutwiese, Bramschebach – Nagelsbachtal, Rehmerloh-Mennighüffer Mühlenbach, Sudbachtal                                                                                               | 4      | 163,62                                        | 2,75                  | Herford                               |
| Rödinghausen    | Gehle, Habighorster Wiesental, Kilverbachtal, Schierenbeke, Wehmerhorster Wiesental                                                                                                  | 6      | 191,73                                        | 5,29                  | Herford                               |
| Spenge          | Turenbusch, Warmenau | 2      | 56,16                                         | 1,39                  | Herford                               |
| Vlotho          | Arnholz, Borstenbach, Eiberg, Heideholz, Kleiner Selberg, Linnenbeeke, Mittelbachtal, Paterberg, Plögereisiek, Salze-Glimketal, Sandgrube Exter, Siebenstücken, Vlothoer Weserwiesen | 13     | 204,07                                        | 2,65                  | Herford                               |

## Wirtschaft und Infrastruktur

### Wirtschaftsstruktur und Arbeitsmarkt

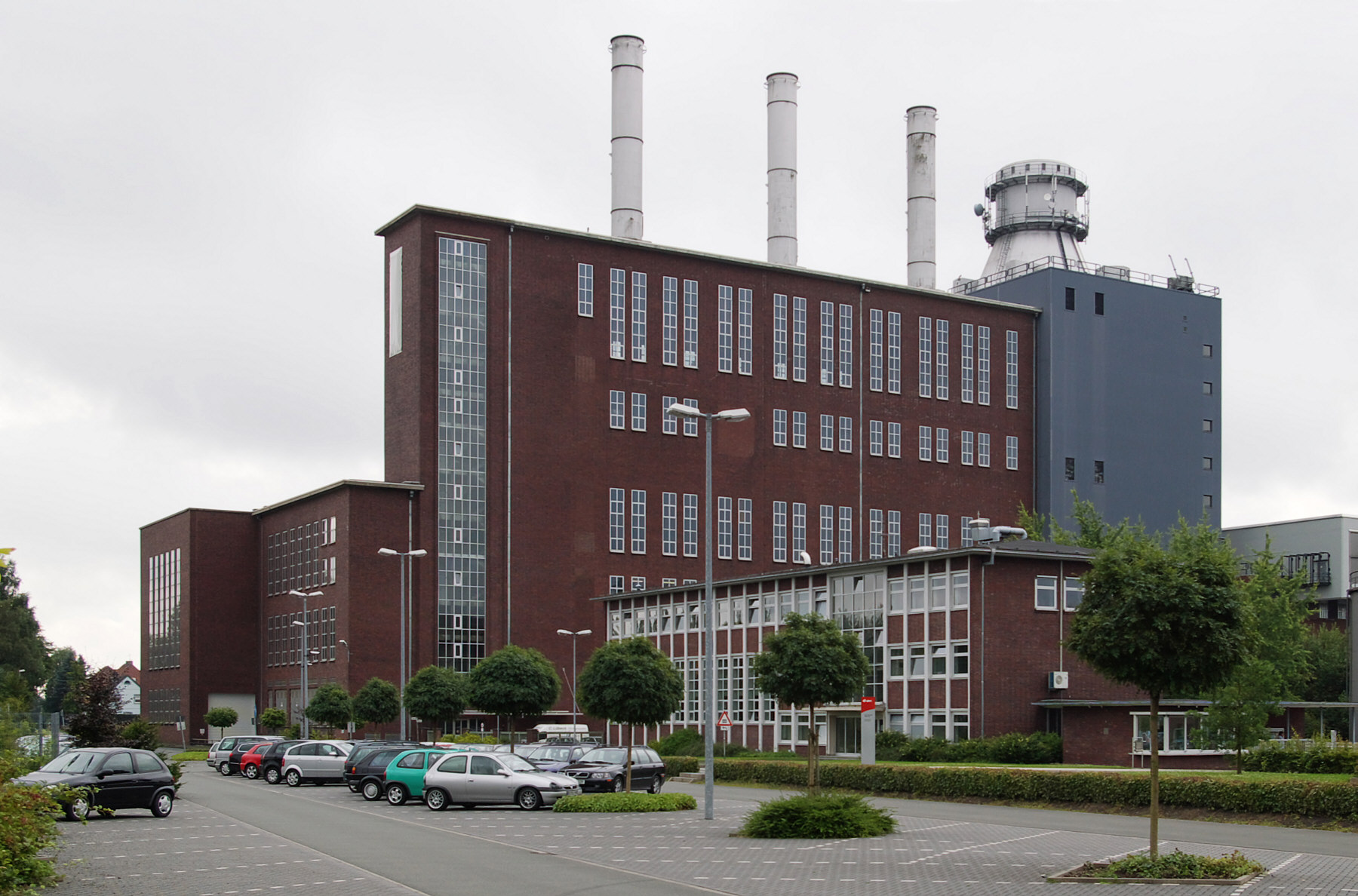
Das Kraftwerk Kirchlengern ist das einzige größere Elektrizitätswerk im Kreis Herford.

Der Kreis Herford entwickelte sich nach dem weitgehenden Niedergang der Leineweber-Industrie (bis zum 19. Jahrhundert) und der Zigarrenindustrie (bis 1960er Jahre) zu einem der Zentren der europäischen (Küchen-)Möbelindustrie. Jede dritte in Europa hergestellte Küche stammt aus dem Kreis. Dazu gesellen sich Zulieferer der Möbelindustrie vor allem aus dem Maschinenbau. Dazu zählt auch das nach Mitarbeitern größte Unternehmen des Kreises, die Hettich Unternehmensgruppe. Weiterhin sind im Kreis mehrere bedeutende Modeunternehmen ansässig. Größte Unternehmen mit öffentlicher Beteiligung sind die Sparkasse Herford sowie E.ON Westfalen Weser. Die Wirtschaft wird durch mittelständische Industrieunternehmen geprägt. Unter ein Prozent der Beschäftigten arbeiten in der Landwirtschaft. Über 45 % der Beschäftigten arbeiten im sekundären Sektor und etwa 54 % im tertiären Wirtschaftssektor. Mit 57.652 € BIP je Erwerbstätigen und 5369 € Kaufkraft je Einwohner war der Kreis Herford 2005 der wirtschaftlich stärkste Kreis in Ostwestfalen-Lippe. Im Juli 2020 betrug die Arbeitslosenquote im Kreis Herford 6,5 %.
Im Zukunftsatlas 2016 belegte der Kreis Herford Platz 195 von 402 Landkreisen, Kommunalverbänden und kreisfreien Städten in Deutschland und zählt damit zu den Regionen mit „ausgeglichenem Chancen-Risiko Mix“ für die Zukunft.
Siehe auch: Unternehmen aus dem Kreis Herford

### Verkehr

#### Straßenverkehr
Durch das Kreisgebiet verlaufen die Bundesautobahnen 2 und 30. Die B 239 (Detmold-Herford-Kirchlengern-Lübbecke) durchquert als wichtige Nord-Süd-Verbindung das Kreisgebiet und ist um Herford als autobahnähnliche Straße ausgebaut. Weitere wichtige Straßen sind die Bundesstraßen 61 (Bielefeld-Herford-Löhne), 514 (Vlotho-Bad Oeynhausen) und 482 (Vlotho-Porta Westfalica).
Das für den Kreis Herford zuständige Straßenverkehrsamt hat seinen Sitz in Kirchlengern.
Nach Angaben des Straßenverkehrsamtes waren am 30. Juni 2024 im Kreis Herford 195.080 gemeldet. Am 1. Januar 2011 waren es noch 168.354 Fahrzeuge (Pkw, Lkw, Busse, Motorräder etc.), davon 143.916 Personenkraftwagen, 13.106 Nutzfahrzeuge und 11.332 Krafträder. Mit 575 Pkw pro 1000 Einwohner hat der Kreis Herford die dritthöchste Dichte an Personenkraftwagen der 53 Kreise und kreisfreien Städte in Nordrhein-Westfalen.

#### Schienen- und Busverkehr

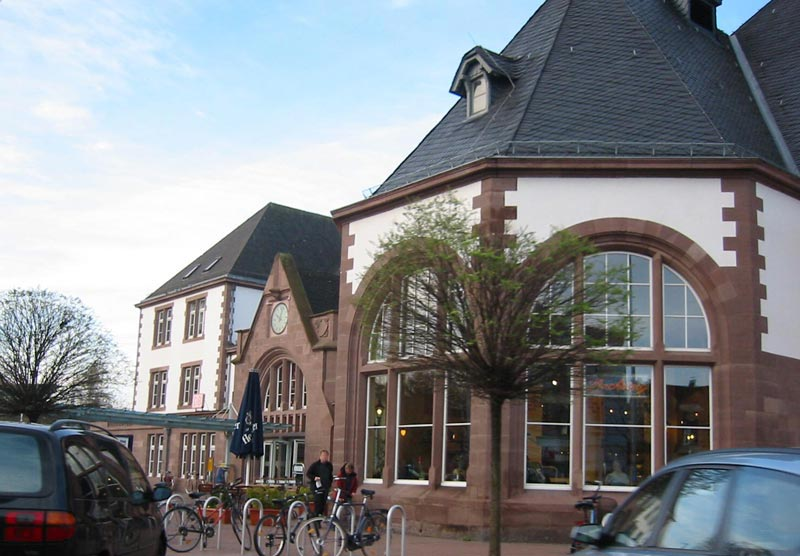
Herforder Bahnhof

Das Kreisgebiet wird von den für den Personen- und Güterverkehr in west-östlicher Richtung bedeutenden Hauptstrecken Berlin–Hannover–Ruhrgebiet (siehe Bahnstrecke Hamm–Minden) und Hannover–Osnabrück–Amsterdam (Bahnstrecke Löhne–Rheine) durchquert. Von diesen Strecken zweigen zwei eingleisige Nebenbahnen ab: die Bahnstrecke Herford–Bünde–Rahden „Ravensberger Bahn“, ehemals weiter über Sulingen bis Bremen (eine Reaktivierung dieses Abschnitts ist im Gespräch) und die Weserbahn (Bünde–)Löhne–Hameln–Hildesheim.
Die Kreisstadt Herford besitzt den in Ostwestfalen-Lippe am zweithäufigsten frequentierten Regionalbahnhof. Bedeutende Haltepunkte sind Herford (IC, selten ICE) und Bünde (IC). Der Bahnhof Löhne hat seine einstige überregionale Bedeutung weitgehend verloren und ist nur noch Halt für Regionalzüge. Weitere Regionalbahnhöfe befinden sich in Bieren, Schwenningdorf-Neue Mühle, Hiddenhausen-Schweicheln, Kirchlengern, Vlotho, sowie in Bruchmühlen (unmittelbar an der Landesgrenze auf niedersächsischem Gebiet).
Die Kleinbahnstrecke der Herforder Kleinbahn ist stillgelegt und größtenteils abgebaut. Von 1897 bis 1937 gab es eine weitere Kleinbahn zwischen Kirchlengern und Oberlübbe (heute Gemeinde Hille), den „Wallücker Willem“.

#### Flugplätze und Flughäfen
Die nächstgelegenen Flugplätze befinden sich in Melle-Grönegau und Vennebeck.

Die nächsten internationalen Flughäfen sind Paderborn/Lippstadt, Münster/Osnabrück sowie Hannover.

#### Radwege
Mehrere Radfernwege und lokale Radwege durchqueren das Kreisgebiet, unter anderem die Wellness-Radroute, die BahnRadRoute Weser-Lippe, der Soleweg und der Else-Werre-Radweg. Mit HF 1 bis HF 9 ist der 151 km lange Radweg durch fast alle Gemeinden im Kreis Herford gekennzeichnet.

#### Wasserstraßen

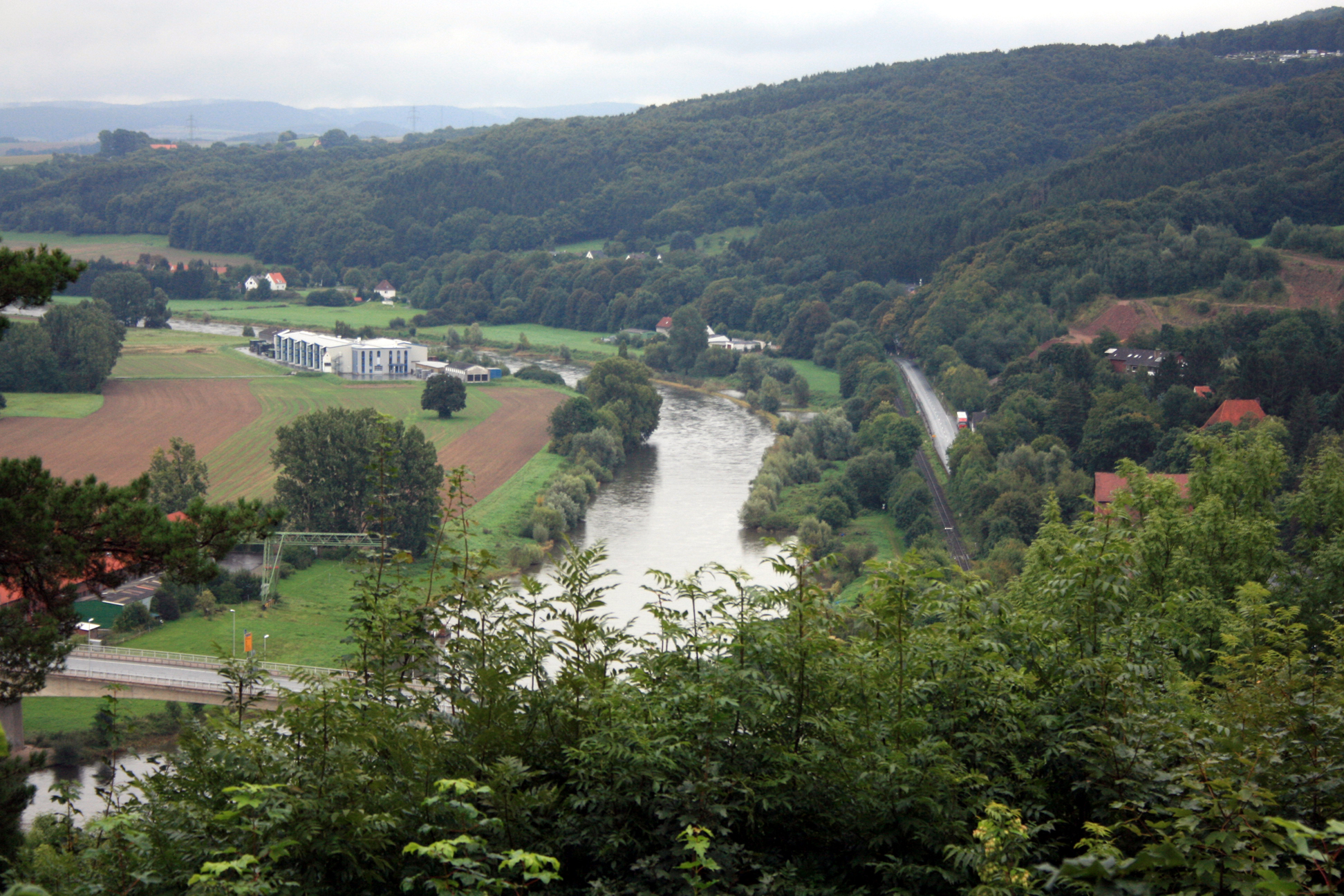
An der Weser bei Vlotho befindet sich der einzige Hafen des Kreises

Einzige Wasserstraße ist die Weser, die bei Vlotho den Kreis durchfließt. Der Hafen Vlotho war einst ein bedeutender Hafen, der in seiner Bedeutung von den nahen Mindener Häfen (Kreis Minden-Lübbecke) mittlerweile aber deutlich übertroffen wird.

### Öffentliche Einrichtungen
Die Kreisverwaltung befindet sich bis auf das Straßenverkehrsamt (Kirchlengern) in Herford. Überregionale Verwaltungseinrichtung ist die Zentrale Steuerzeichenstelle in Bünde, an der die Banderolen (Steuerzeichen) für alle Tabakprodukte abgegeben werden. Die drei Akutkrankenhäuser des Kreises sind das Evangelische Lukas-Krankenhaus Bünde, das Klinikum Herford und das Mathilden-Hospital, ebenfalls in Herford.

### Gerichte
Für Bünde, Rödinghausen und Kirchlengern ist das Amtsgericht Bünde zuständig, für Herford, Enger, Spenge und Hiddenhausen das Amtsgericht Herford. Für die Stadt Vlotho ist das Amtsgericht Bad Oeynhausen zuständig. Diesen übergeordnet ist das Landgericht Bielefeld.

### Militär
Seit 2016 gibt es keine militärischen Einrichtungen mehr im Kreis Herford. Bis dahin war in Herford der Stab mit rund 900 Soldaten der 1. britischen Panzerdivision stationiert. Auch in anderen Städten und Gemeinden des Kreises gab es Kasernen und Wohnsiedlungen der britischen Truppen in Deutschland. In Bünde war bis 1991 die sowjetische Militärmission im britischen Sektor stationiert. Einzige deutsche militärische Einrichtung war bis Anfang 2014 das Kreiswehrersatzamt in Herford.

### Medien
Als Tageszeitungen erscheinen die Neue Westfälische und das Westfalen-Blatt mit Lokalteil für die meisten Städte und Gemeinden des Kreisgebietes. Radio Herford ist das Lokalradio für den Kreis Herford. Von Oktober 1990 bis Juli 2009 war die Zentrale des britischen Soldatensenders British Forces Broadcasting Service (BFBS) in Herford.

### Bildung

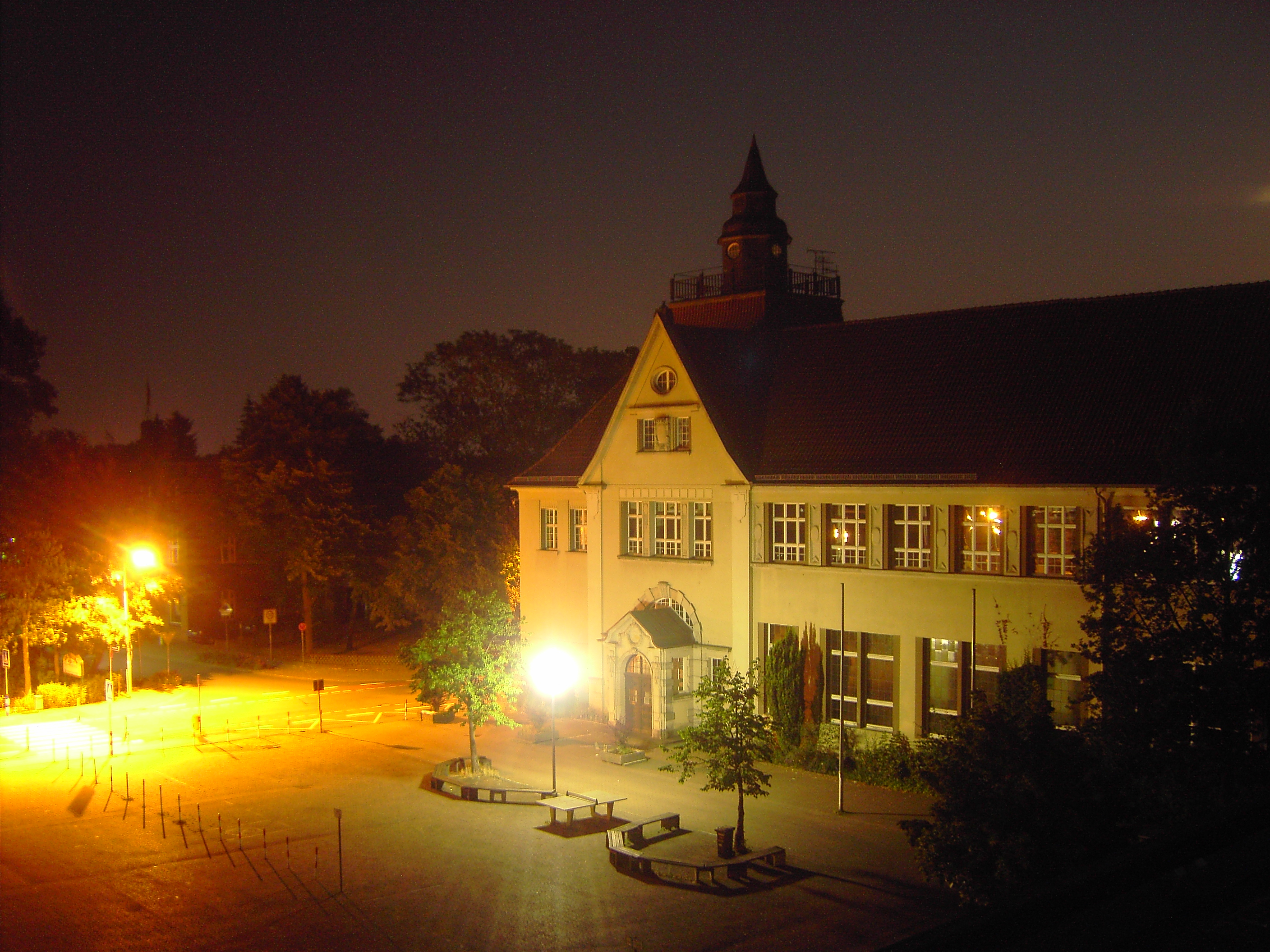
Das Gymnasium am Markt in Bünde

Der Kreis Herford unterhält die Volkshochschule im Kreis Herford. Einzige Hochschule ist die Hochschule für Kirchenmusik der Evangelischen Kirche von Westfalen in Herford. Im Kreis befinden sich u. a. 54 Grundschulen (11.545 Schüler), fünf Hauptschulen (2077), zehn Realschulen (5541), acht Gymnasien (7911), sechs Gesamtschulen (6547), acht Berufskollegs und fünf Berufsschulen (Stand 15. Oktober 2005). In Herford befindet sich mit dem Friedrichs-Gymnasium eine der Schulen mit der längsten durchgehenden Tradition in Deutschland.

### Kulinarisches
Die Küche entspricht der westfälischen bzw. lippischen Küche. Bekanntestes Erzeugnis, das mit dem Kreis Herford in Verbindung gebracht wird, ist das Herforder Pils aus der Brauerei Felsenkeller in Hiddenhausen.

### Gesundheitswesen
Der Kreis Herford gilt als der Kreis mit der kleinsten Hausarztdichte in Deutschland; hier kamen 2018 nur 50,4 Hausärzte auf 100.000 Einwohner.

## Bedeutende Persönlichkeiten

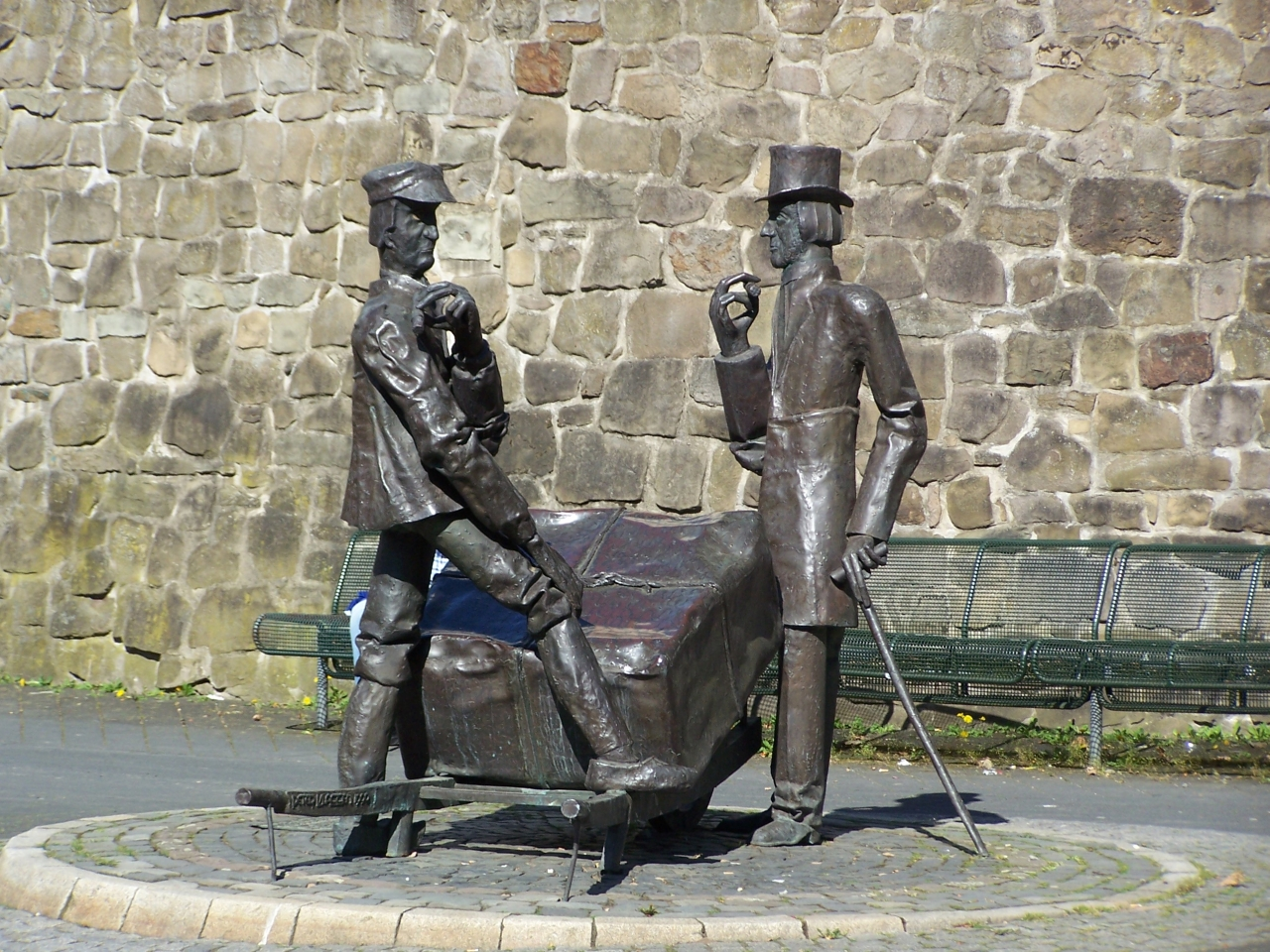
Wellensiek-und-Steinmeister-Denkmal in Bünde

Einige bedeutende Persönlichkeiten (unvollständig), die mit dem Kreis Herford in Verbindung stehen, sind:
- Widukind oder Wittekind. Die Gebeine des Sachsenherzogs werden in der Stiftskirche zu Enger vermutet. Widukind gibt dem Kreis seinen Beinamen Wittekindskreis.
- Matthäus Daniel Pöppelmann (* 1662 in Herford; † 1736 in Dresden), Baumeister und Architekt des Dresdner Zwingers.
- Hermann Höpker-Aschoff (* 1883 in Herford; † 1954 in Karlsruhe), Erster Präsident des Bundesverfassungsgerichts und preußischer Finanzminister.
- Karl Steinhoff (* 1892 in Herford; † 1981 in Wilhelmshorst), Ministerpräsident des Landes Brandenburg und Minister des Inneren der DDR.
- Tönnies Wellensiek (* 1821 in Bünde; † 1903 in Bünde), Maßgeblicher Begründer der Tabakindustrie in der Region.

Siehe auch Persönlichkeiten aus Herford, Persönlichkeiten aus Bünde und Persönlichkeiten aus Löhne.

## Kfz-Kennzeichen
Am 1. Juli 1956 wurde dem Landkreis Herford bei der Einführung der bis heute gültigen Kfz-Kennzeichen das Unterscheidungszeichen HF zugewiesen. Es wird durchgängig bis heute ausgegeben.